# Deutsche Minderheit in Polen

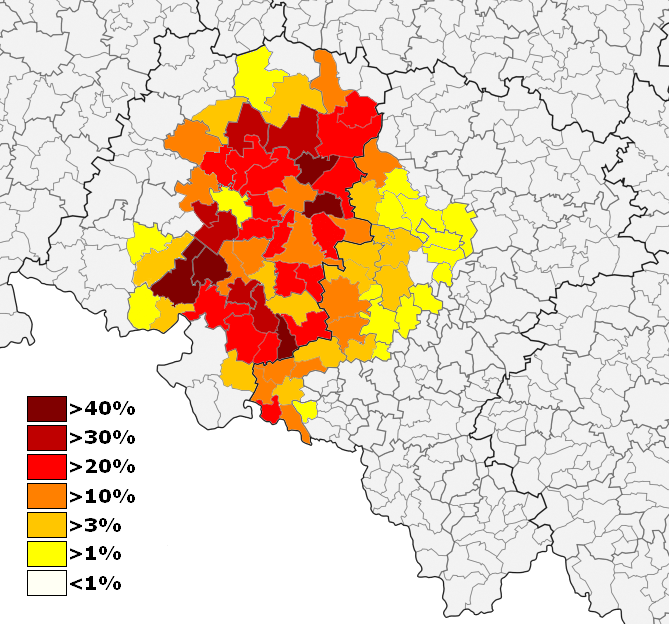
Deutsche Minderheit in Oberschlesien (Volkszählung 2002)

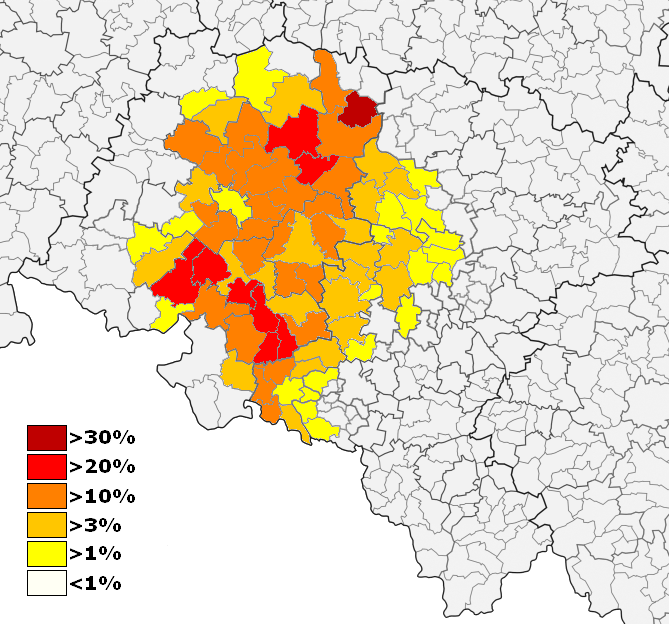
Deutsche Minderheit in Oberschlesien (Volkszählung 2021)

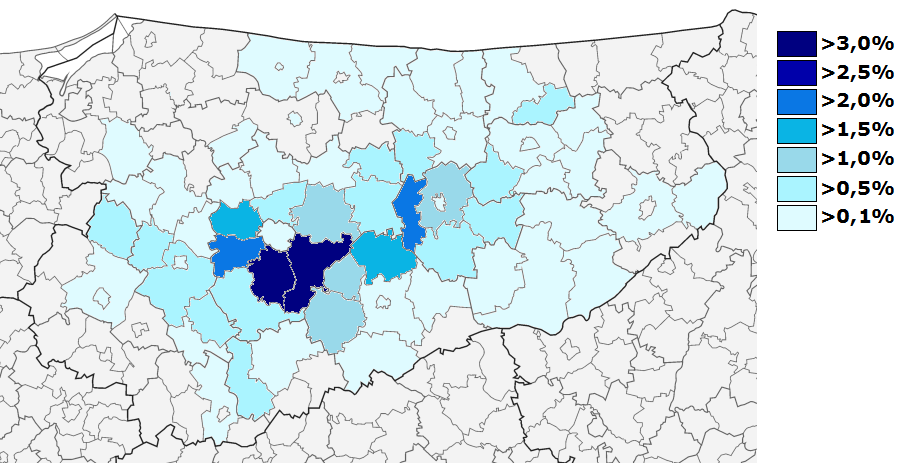
Deutsche Minderheit in Masuren (Volkszählung 2002)

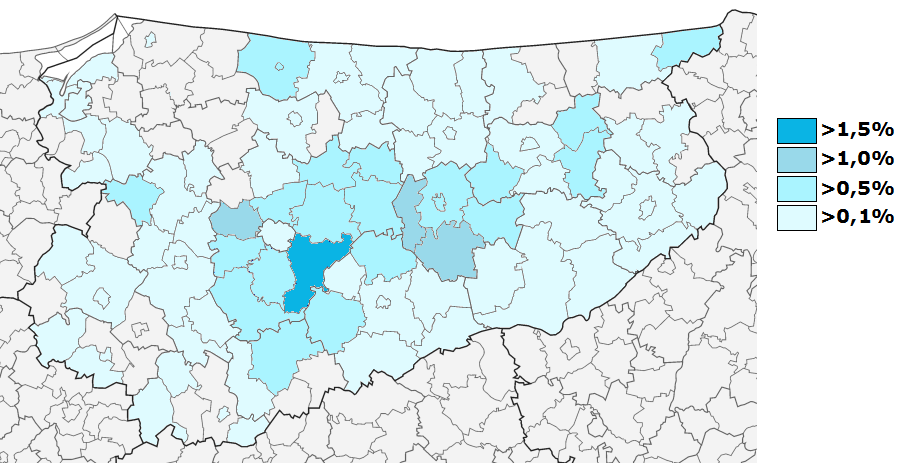
Deutsche Minderheit in Masuren (Volkszählung 2021)

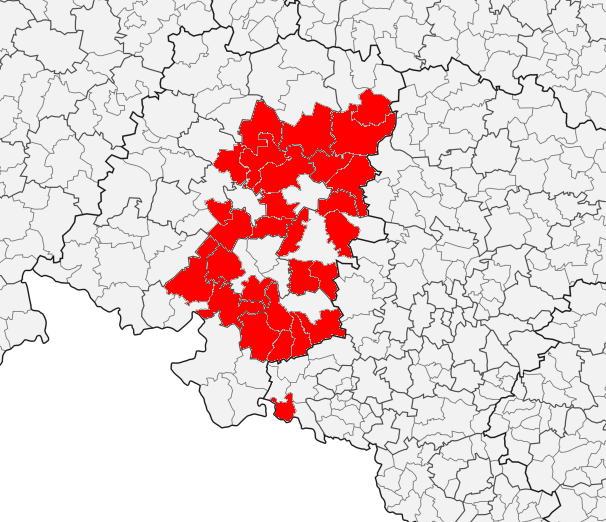
Gemeinden in Oberschlesien mit mehr als 20 Prozent deutscher Bevölkerung 2002

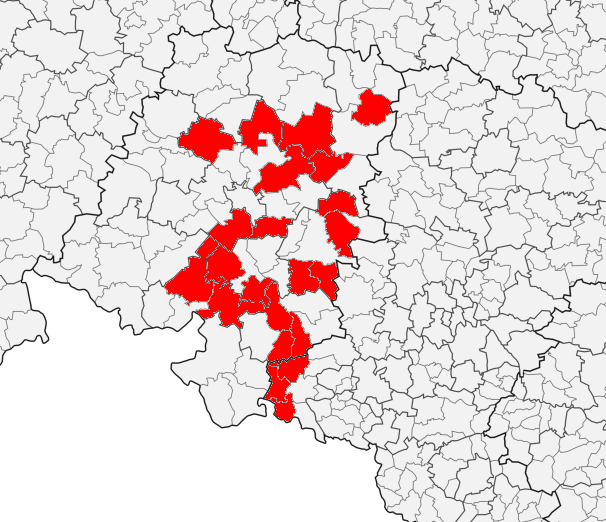
Gemeinden in Oberschlesien mit mehr als 20 Prozent deutscher Bevölkerung 2011 (Stand Februar 2013)

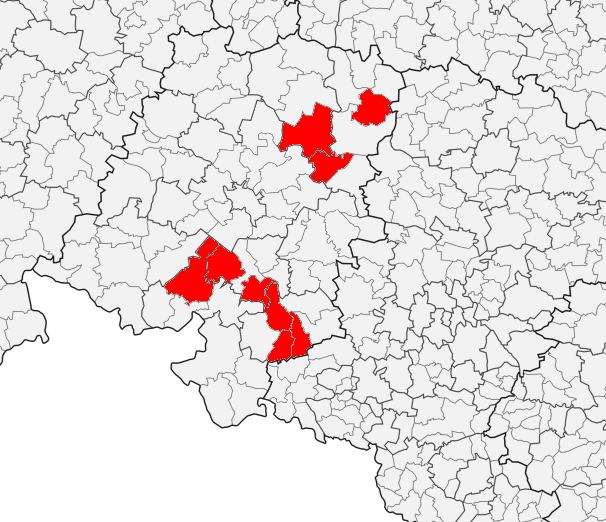
Gemeinden in Oberschlesien mit mehr als 20 Prozent deutscher Bevölkerung 2021

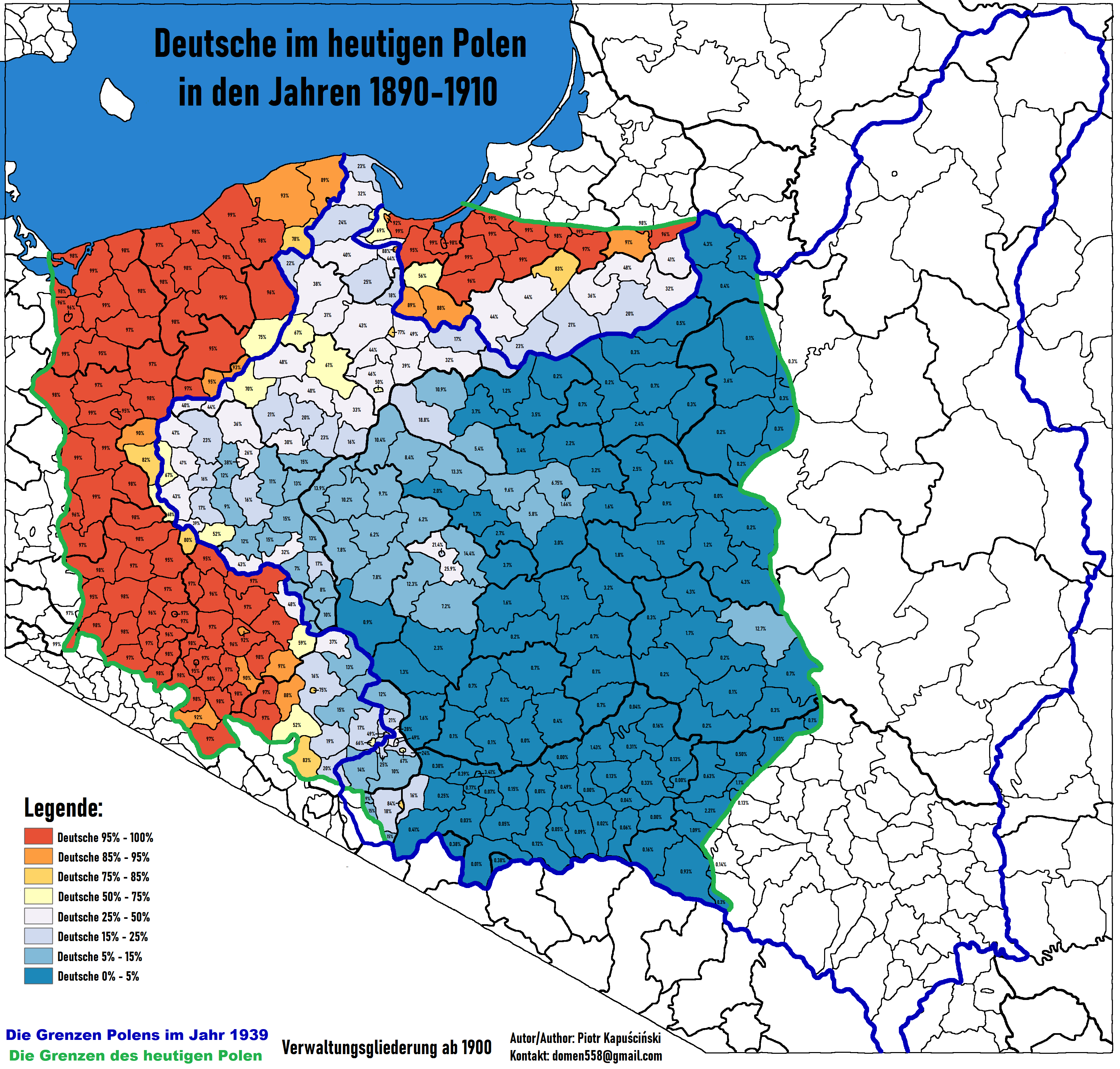
Deutsche im heutigen Polen in den Jahren 1890–1910

Die deutsche Minderheit in Polen ist eine seit 1991 anerkannte nationale Minderheit in Polen, deren Rechte durch die Polnische Verfassung garantiert sind. Das Siedlungsgebiet dieser Deutschen liegt überwiegend in Oberschlesien zwischen den Städten Opole (deutsch Oppeln, schlesisch Uppeln) und Katowice (deutsch Kattowitz, schlonsakisch Katowicy). Dort stellen sie in mehreren Gemeinden 20 bis 50 Prozent der Bevölkerung, das Zentrum mit den meisten Angehörigen der Minderheit liegt in der Woiwodschaft Opole. Die deutsche Sprache ist dort und in der Woiwodschaft Schlesien verbreitet, allerdings ist nirgendwo in Polen Deutsch eine Sprache der Alltagskommunikation. Die überwiegende Haus- oder Familiensprache (Umgangssprache) der deutschen Minderheit in Oberschlesien ist Schlesisch (polnischer Dialekt) oder Schlesisch (deutscher Dialekt).
Die deutsche Minderheit tritt mit einem Wahlkomitee bei Wahlen an und ist in der Politik und in den Verwaltungen vertreten. In den Gemeinden mit mindestens 20 Prozent deutscher Bevölkerung ist Deutsch zweite Amtssprache und die Ortsnamen werden in Polnisch und Deutsch angegeben.
Die ersten genauen Zahlen zur deutschen Minderheit in Polen lieferten die Volkszählungen von 2002 und 2011, bei denen die Bevölkerung persönlich befragt wurde. 2011 betrug die Zahl der Personen, die ausschließlich eine deutsche Nationalität angaben, rund 45.000 (was allerdings bisher auf einer Hochrechnung beruht). 103.000 Personen gaben neben der deutschen eine weitere Nationalität oder Ethnie an, in der Mehrzahl eine polnische. Die Gesamtzahl von 148.000 Personen kommt dem Ergebnis der Volkszählung 2002 nahe, bei der 152.897 Personen mit deutscher Nationalität verzeichnet wurden. Damals konnte jedoch nur eine Nationalität oder Ethnie angegeben werden. Ferner besaßen 5200 Personen in Polen ausschließlich die deutsche Staatsangehörigkeit und 239.300 Personen die deutsche und die polnische Staatsangehörigkeit.
Zum Zeitpunkt der Volkszählung 2002 hatten die beiden größten Organisationen der deutschen Minderheit, die SKGD in Oppeln und die SKGD in Kattowitz, zusammen etwa 239.000 Mitglieder; im Jahr 2008 waren es nur noch etwa 182.000 Mitglieder.
Laut der Deutschen Botschaft Warschau gehörten der deutschen Minderheit im Jahr 2015 laut eigener Schätzung zwischen 300.000 und 350.000 Personen an.
Die Zahl der Deutschen betrug 2021 laut der polnischen Volkszählung 144.177 Personen, darunter 23.495 Personen, die „deutsch“ als einzige Identität angegeben hatten.

## Geschichte

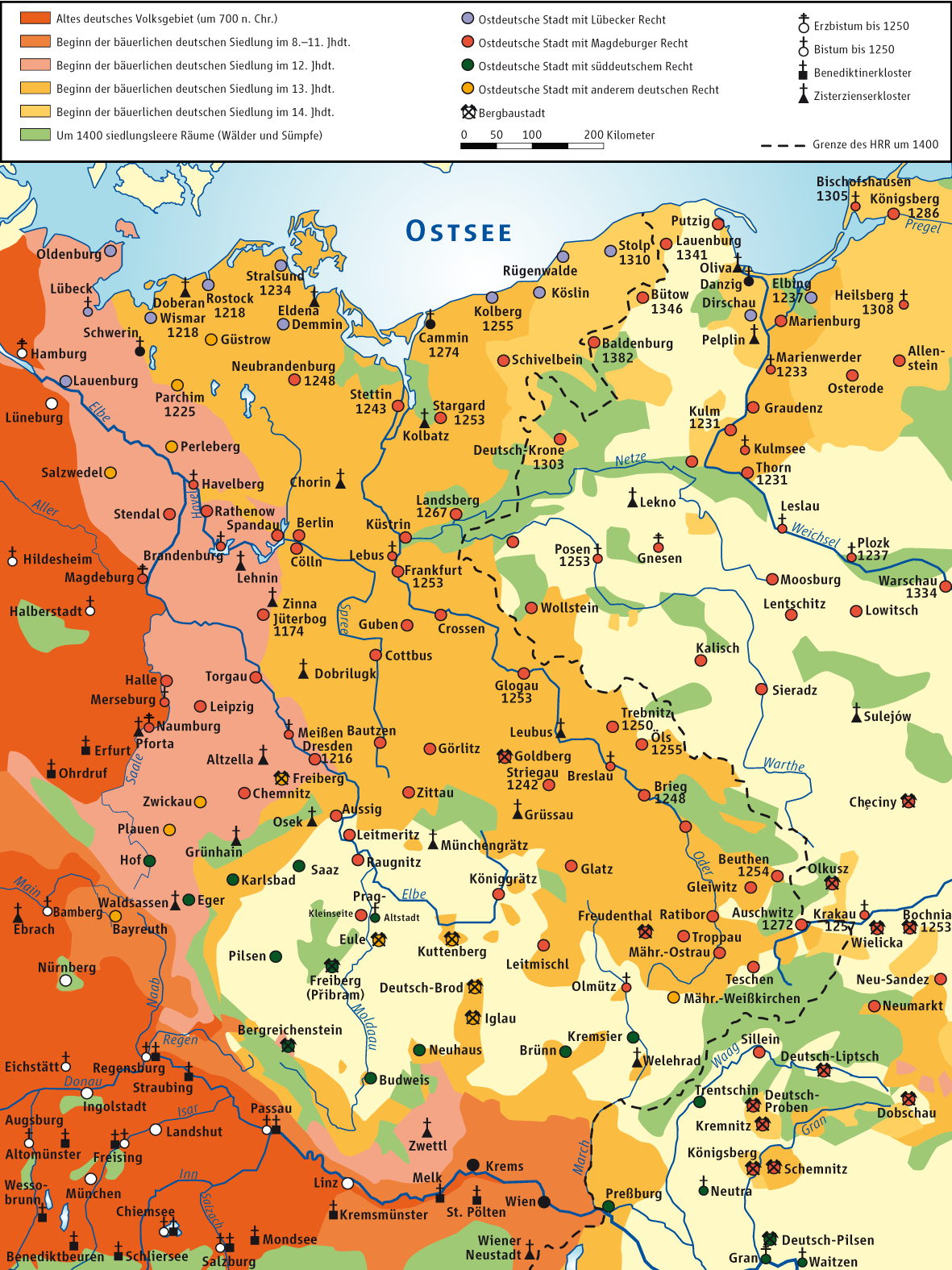
Phasen der deutschen Ostsiedlung nach dem Ostforscher Walter Kuhn

### Bis zur 1. Teilung Polens (1772)
Nach der Völkerwanderung wurden die historischen Regionen Schlesien, Ostbrandenburg und Pommern durch slawische Stämme besiedelt. Im Hochmittelalter begann in diesen Regionen die Deutsche Ostsiedlung; die autochthone slawische bzw. im Falle Ostpreußens baltische Bevölkerung (Prußen) wurde im Laufe von einigen Jahrhunderten sprachlich wie meist auch gesamtkulturell assimiliert, in Teilen auch völlig verdrängt. Familien- und Ortsnamen, die auf -ski, -itz, -lau, -ow und teilweise auch auf -a enden, zeugen bis heute von einem slawischen Ursprung. In Masuren und Oberschlesien konnte sich eine Mischkultur mit der masurischen und (deutsch-slawisch)-schlesischen Sprache und den lokalen Bräuchen als integrativen Merkmalen etablieren.
Im 17., 18. und 19. Jahrhundert ließen sich zahlreiche lutherische Deutsche in Hauländer-Dörfern entlang der Weichsel und deren Nebenflüssen nieder.

### Geteiltes Polen (1772 bis 1918)
In den Jahren 1772, 1793 und 1795 wurde der Doppelstaat Polen-Litauen zwischen den angrenzenden Mächten Russland, Österreich und Preußen aufgeteilt.
Im russischen Teil gab es in den Regionen Kurland, Litauen und Wolhynien bedeutende deutschsprachige Bevölkerungsanteile.
Im österreichischen Teil (Galizien) nahm der Anteil der Galiziendeutschen und Juden während dieser Zeit zu. Als traditioneller Vielvölkerstaat ging das damalige Österreich sehr tolerant mit den unterschiedlichen Ethnien und Religionen um, was den überproportionalen deutschsprachigen Einfluss in Militär, Verwaltung und Bildungswesen relativierte. Durch die preußische Expansion kam es immer wieder zu kriegerischen Auseinandersetzungen zwischen den beiden deutschen Mächten Österreich und Preußen auch rund um Schlesien.
Im 19. Jahrhundert, nach den Teilungen Polens, beteiligten sich die Deutschen am Ausbau der Tuchherstellung in Großpolen.
Ab 1880 betrieb das Deutsche Reich im geteilten Polen eine verschärfte Germanisierungspolitik. Durch die Schaffung der „Preußischen Ansiedlungskommission“ sollten laut Bismarck deutsche Neuansiedler einen „lebendigen Wall gegen die slawische Flut“ bilden. Im Zuge der Abwanderung größerer Bevölkerungsteile aus den wirtschaftsschwachen östlichen Landesteilen Preußens (als Ostflucht bezeichnet) siedelten sich Deutsche in der Provinz Posen an.
Über 3000 Orte im heute zur Ukraine gehörenden früheren Teil Polens hatten auch deutsche Einwohner. Insbesondere viele Deutsche blieben nach dem Ersten Weltkrieg in Wolhynien.

### Zweite Polnische Republik (1918 bis 1939)

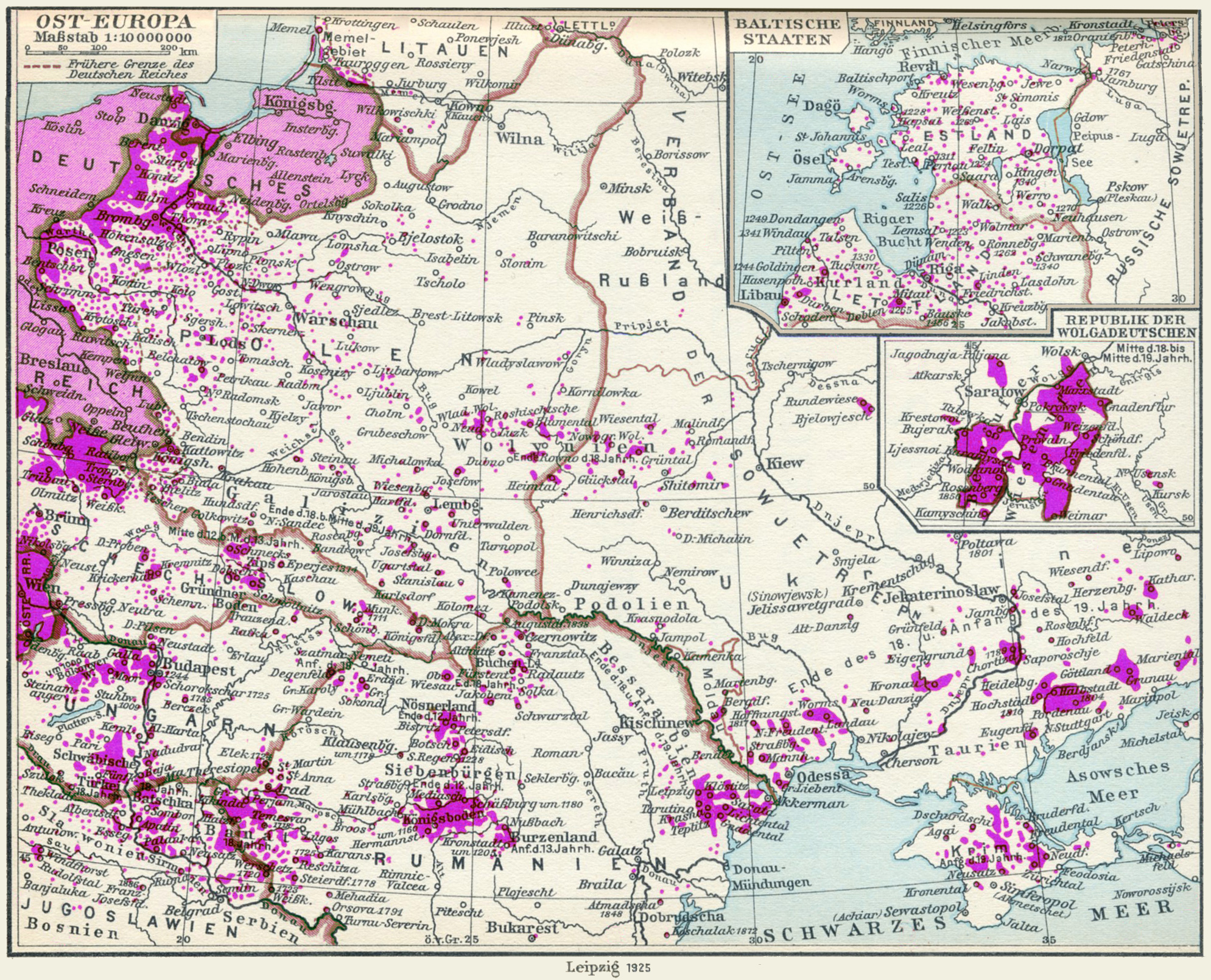
Die Präsenz der Deutschen im Jahr 1910 auf der Karte Mitteleuropas von 1925

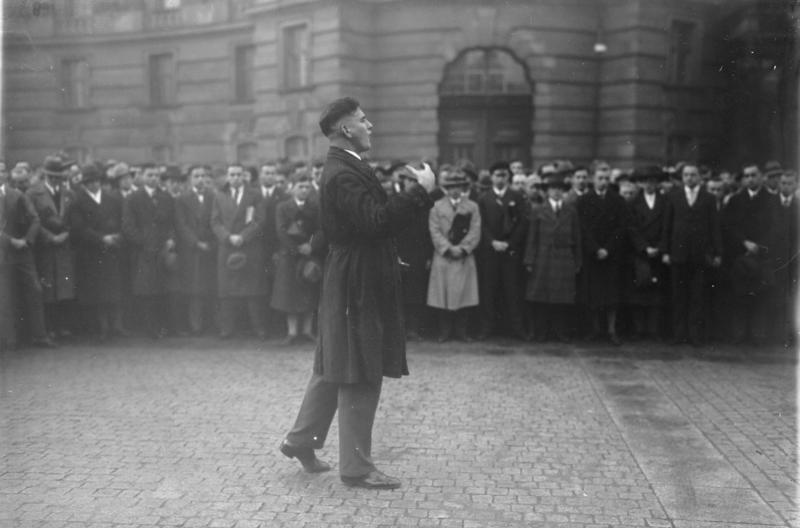
Kundgebung in Berlin gegen die Verletzung der Rechte der deutschen Minderheit in Oberschlesien (November 1930)

Nach Gründung der Zweiten Polnischen Republik 1918 wurde eine große Anzahl Deutscher gezwungen, das Land zu verlassen; dies betraf vor allem Deutsche im Abtretungsgebiet des polnischen Korridors, also in der Woiwodschaft Pommerellen (was bis 1938 alle polnisch gewordenen Teile des einstigen Westpreußens umfasste) und fast die ganze ehemalige Provinz Posen (ab 1919 die Woiwodschaft Posen).
Vor dem Zweiten Weltkrieg lebte der Großteil der Deutschen in Polen im Polnischen Korridor, in der Gegend um Posen und im 1922 an Polen abgetretenen Ostoberschlesien als Autonome Woiwodschaft Schlesien, ferner in der Region um Łódź (Lodsch) und in Wolhynien. In Wolhynien siedelten bis 1915 etwa 250.000 Deutsche.
Politisch organisierten sich die Deutschen in Polen in einer Vielzahl von Parteien, die sowohl auf nationaler Ebene im Sejm und Senat als auch in der Autonomen Woiwodschaft Schlesien im Schlesischen Parlament vertreten waren.
In der Polnischen Verfassunggebenden Nationalversammlung (1919–1922) waren Deutsche mit der Deutschen Volkspartei, der DP-Verein und der Z.A.G. und insgesamt acht Abgeordneten vertreten.
Im Sejm ab 1922 waren es vor allem der Deutschtumsbund zur Wahrung der Minderheitenrechte (bzw. nach deren Verbot die Deutsche Vereinigung im Sejm und Senat für Posen, Netzegau und Pommerellen), die Katholische Volkspartei, die Deutsche Sozialistische Arbeitspartei Polens (DSAP) und die Deutsche Partei, die die Stimmen der deutschen Minderheit auf sich vereinigen konnten. Für Mittelpolen war der Deutsche Volksverband in Polen im Sejm und Senat vertreten.
Im Jahr 1931 lebten in Polen etwa 741.000 Deutsche, die jedoch in keinem Bezirk und keiner Stadt die Mehrheit stellten. Die meisten Deutschen lebten – als Minderheiten – noch in den Gebieten, die vor 1914 zum deutschen Staat gehörten (in den Regionen Posen und Pommern, ausgenommen Ostoberschlesien, lebten etwa 370.000 Deutsche, die jedoch nirgendwo die Mehrheit bildeten), als Minderheiten lebten sie aber auch in den Gebieten, die zu Russland gehörten (Łódź, Warschau und Umgebung, Wolhynien und andere) und Österreich-Ungarn (Bielitz, Krakau, Lemberg).
Die stärkste politische Vereinigung der deutschen Minderheit in der 4. und 5. Wahlperiode des Sejm (1935 bis 1939) war die 1931 gegründete Jungdeutsche Partei in Polen, die Mitte der 1930er Jahre etwa 50.000 Mitglieder zählte. Die anderen Parteien (bis auf die DSAP, die mit der polnischen PSP (erfolglos) eine gemeinsame Liste aufstellte) wurden im Rat der Deutschen in Polen (RDP) zusammengeschlossen.
Mit Hilfe von einigen Volksdeutschen erstellte ab Mai 1939 das Amt II des Sicherheitsdienstes des Reichsführers SS (SD) das Sonderfahndungsbuch Polen mit etwa 61.000 Namen von Polen. Die im Buch angeführten Personen sollten nach der Besetzung Polens entweder verhaftet oder erschossen werden.

### Zweiter Weltkrieg (1939 bis 1945)
Zu Beginn des Zweiten Weltkrieges kam es in Bromberg zu Pogromen gegen „Volksdeutsche“, bei denen vom 3. bis 8. September 1939 über 400 Angehörige der deutschen Minderheit getötet wurden. Der Bromberger Blutsonntag spielte in der NS-Propaganda eine wichtige Rolle, unter anderem wurde die Opferzahl bewusst vervielfacht. Lange waren die Ursachen und Opferzahlen zwischen Deutschen und Polen heftig umstritten. Mittlerweile gibt es differenziertere Untersuchungen.
Nach dem Überfall auf Polen entstand 1939 der Volksdeutsche Selbstschutz, eine paramilitärische Organisation, die ihre Mitglieder hauptsächlich aus Angehörigen der deutschen Minderheit rekrutierte und an zahlreichen Massenmorden an der polnischen und jüdischen Bevölkerung beteiligt war. Von den etwa 740.000 Angehörigen der deutschen Minderheit im Vorkriegspolen wurden Männer im wehrfähigen Alter als Soldaten rekrutiert, darüber hinaus gehörten etwa 80.000 bis 100.000 dem Volksdeutschen Selbstschutz an.
Nach dem Überfall auf Polen (und später dem Überfall auf die Sowjetunion) änderten sich die Deutung und die Lage der deutschen Minderheit im Verfügungsbereich des Dritten Reiches grundlegend. Sie wurde zur rassisch höherwertigen arischen Bevölkerungsgruppe erklärt, wohingegen die bis dahin dort lebende polnische (slawische und jüdische) Führungsschicht anhand der Sonderfahndungsliste Polen von den Einsatzgruppen der Sicherheitspolizei und des SD und dem Volksdeutschen Selbstschutz im Rahmen des Unternehmens Tannenberg und der AB-Aktion systematisch ermordet wurden. Im Rahmen des Generalplan Ost wurde durch den Nahplan das Vorgehen zur Ansiedlung von Volksdeutschen festgelegt. Zuständig für die Vertreibung der ursprünglichen Einwohner war die Umwandererzentralstelle („Amt für Aussiedlung von Polen und Juden“), für die Verwertung des zurückgelassenen Vermögens die Haupttreuhandstelle Ost bzw. die „Treuhandstelle für das Generalgouvernement“ und für die Neuansiedlung der Volksdeutschen unter dem Propagandabegriff „Heim ins Reich“ die Volksdeutsche Mittelstelle.

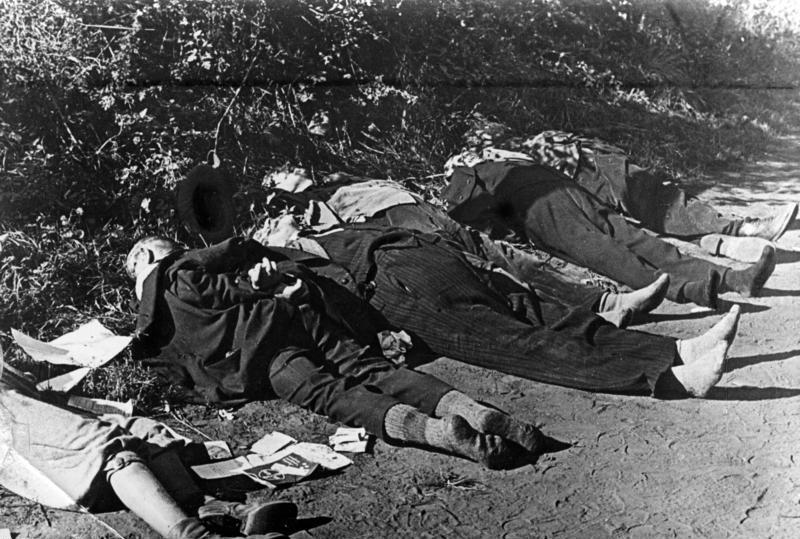
Leichen getöteter Volksdeutscher, Bromberger Blutsonntag, 1939
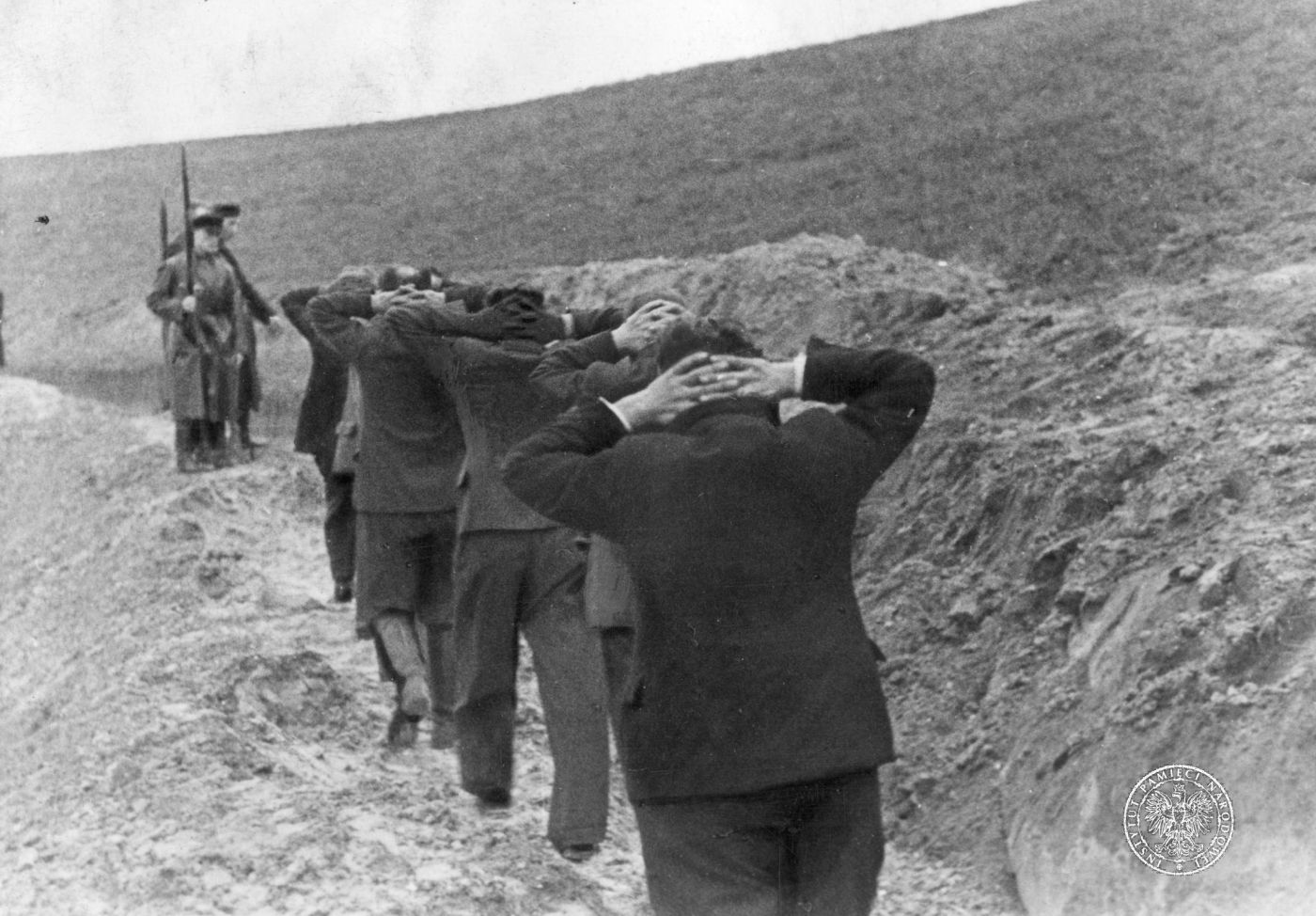
Polnische Lehrer werden vom Volksdeutschen Selbstschutz zur Exekution ins Todestal bei Bromberg gebracht, 1939
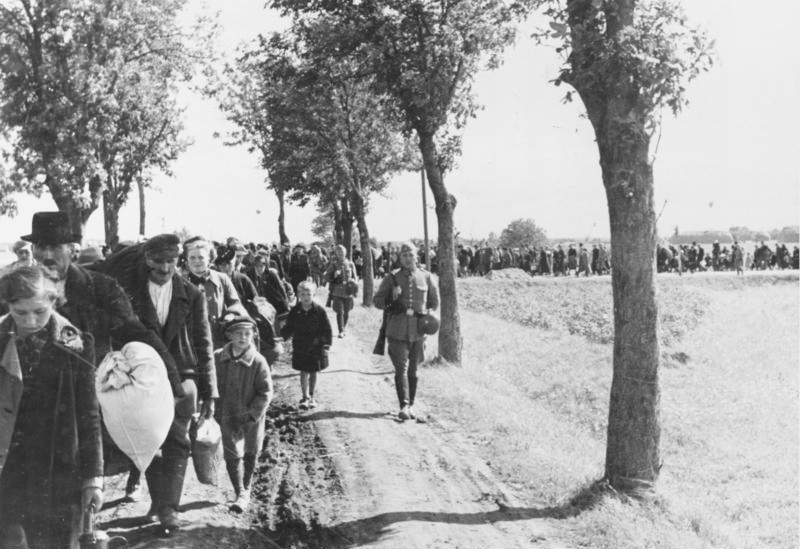
Vertreibung von Polen aus dem Wartheland 1939
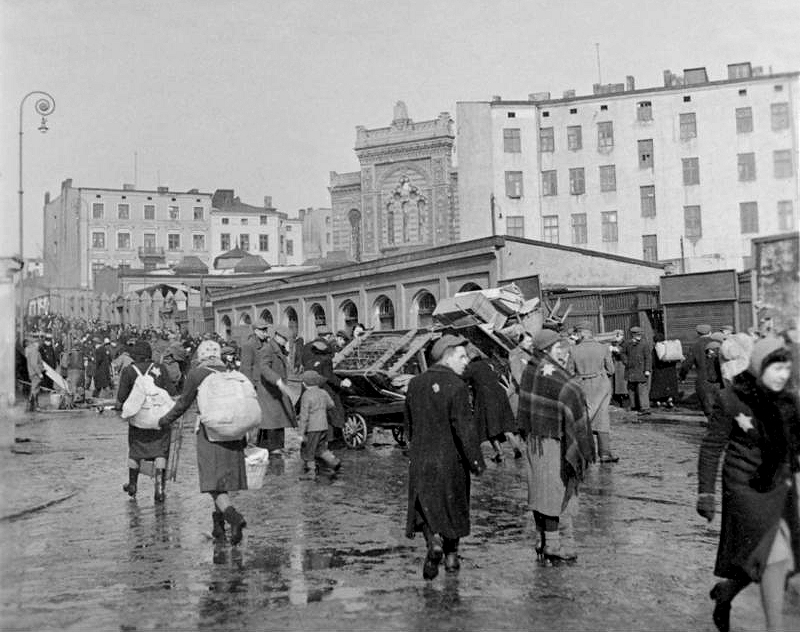
„Umzug“ von Juden ins Ghetto Litzmannstadt, Wartheland, März 1940
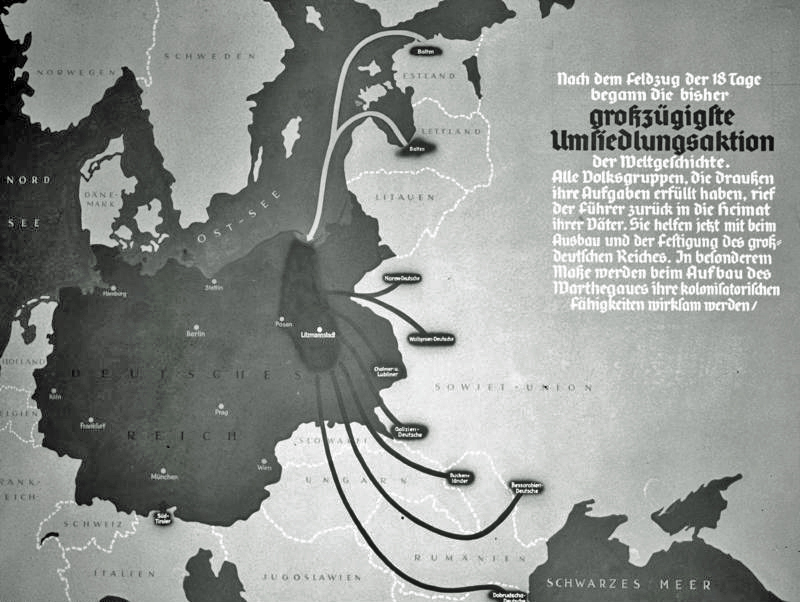
„Großzügigste Umsiedlungsaktion der Weltgeschichte“, Propagandaplakat zur Kolonisierung des Warthegaues
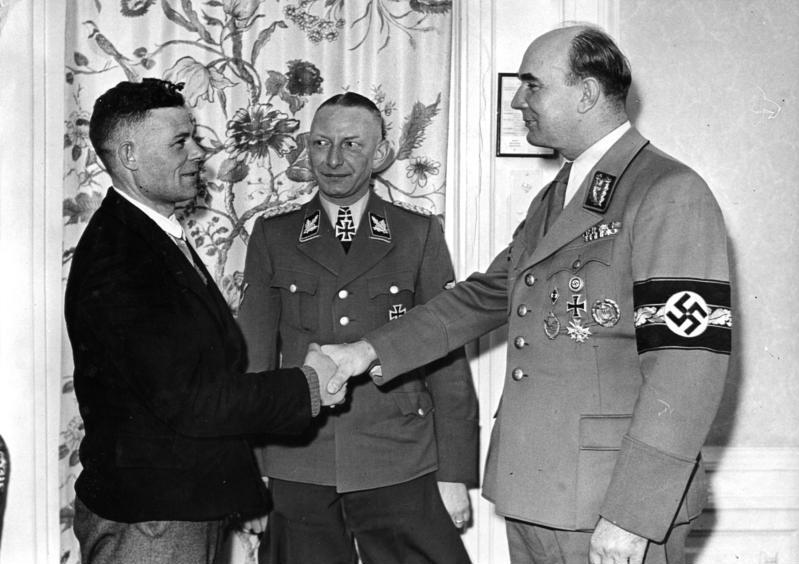
SS-Obergruppenführer Arthur Greiser begrüßt den Millionsten wieder angesiedelten Volksdeutschen, Litzmannstadt, März 1944

Im März 1941 erging die „Verordnung über die Deutsche Volksliste und die deutsche Staatsangehörigkeit in den eingegliederten Ostgebieten“. Darin wurden Menschen in vier Kategorien dem deutschen Volkstum mit jeweils abgestuften Rechten zugerechnet:
- Volksliste 1: Bekenntnisdeutsche, die sich schon vor dem Überfall auf Polen für das deutsche Volkstum in Polen eingesetzt hatten.
- Volksliste 2: Personen, die an ihrer deutschen Herkunft und Kultur festgehalten hatten, ohne in einer Minderheitenorganisation Mitglied gewesen zu sein.
- Volksliste 3: „Stammesdeutsche“, die nicht mehr Deutsch sprachen und bestimmte Minderheiten (u. a. Kaschuben, Masuren, Schlonsaken)
- Volksliste 4: Renegaten, die zwar deutscher Abstammung, aber „ins Polentum abgeglitten“ waren.

Vom Deutschen Reich wurden Personen großzügig in die Volksliste aufgenommen, da sie halfen, die Zahl der Wehrpflichtigen zu erhöhen. Auch wurde in der Aufnahme in die Volksliste eine Möglichkeit gesehen, der Entrechtung und Deportation zu entkommen. Im Gegensatz zur polnischen Bevölkerung bzw. den nicht eingetragenen Menschen konnten sie ihren Besitz behalten oder zurückbekommen; sie erhielten bessere Lebensmittelkarten, hatten Anspruch auf deutsche Sozialleistungen, und ihren Kindern wurde der Schulbesuch gestattet. Mitglieder der Gruppe 3 waren zugleich wehrpflichtig, Angehörige der Gruppe 4 hingegen nicht.
Nach der Befreiung Polens wurden diese Personen von polnischer Seite als Kollaborateure angesehen und behandelt. In der Bundesrepublik wurde diesen, zunächst in den Besatzungszonen (mit Ausnahme der französischen Zone) aufgenommenen, Menschen und ihren Nachfahren von Gerichten die deutsche Volkszugehörigkeit anerkannt, sodass sie als Aussiedler Aufnahme in der Bundesrepublik fanden.

### Westverschiebung Polens – Flucht, Vertreibung und Aussiedlung

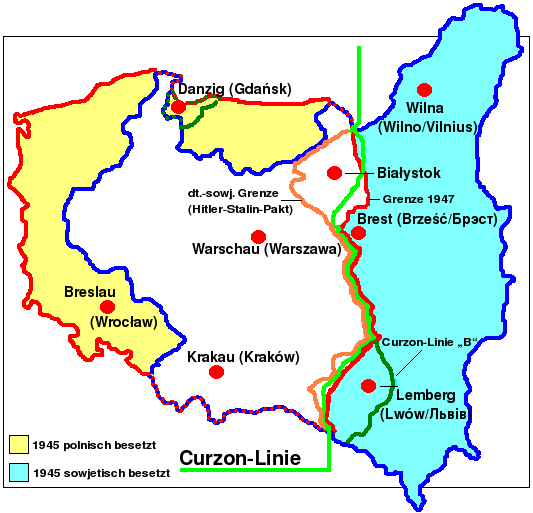
„Westverschiebung Polens“ 1945: Annexion der Gebiete östlich der Curzon-Linie durch die Sowjetunion (blau); Polen zugesprochene ehemalige deutsche Ostgebiete (gelb)

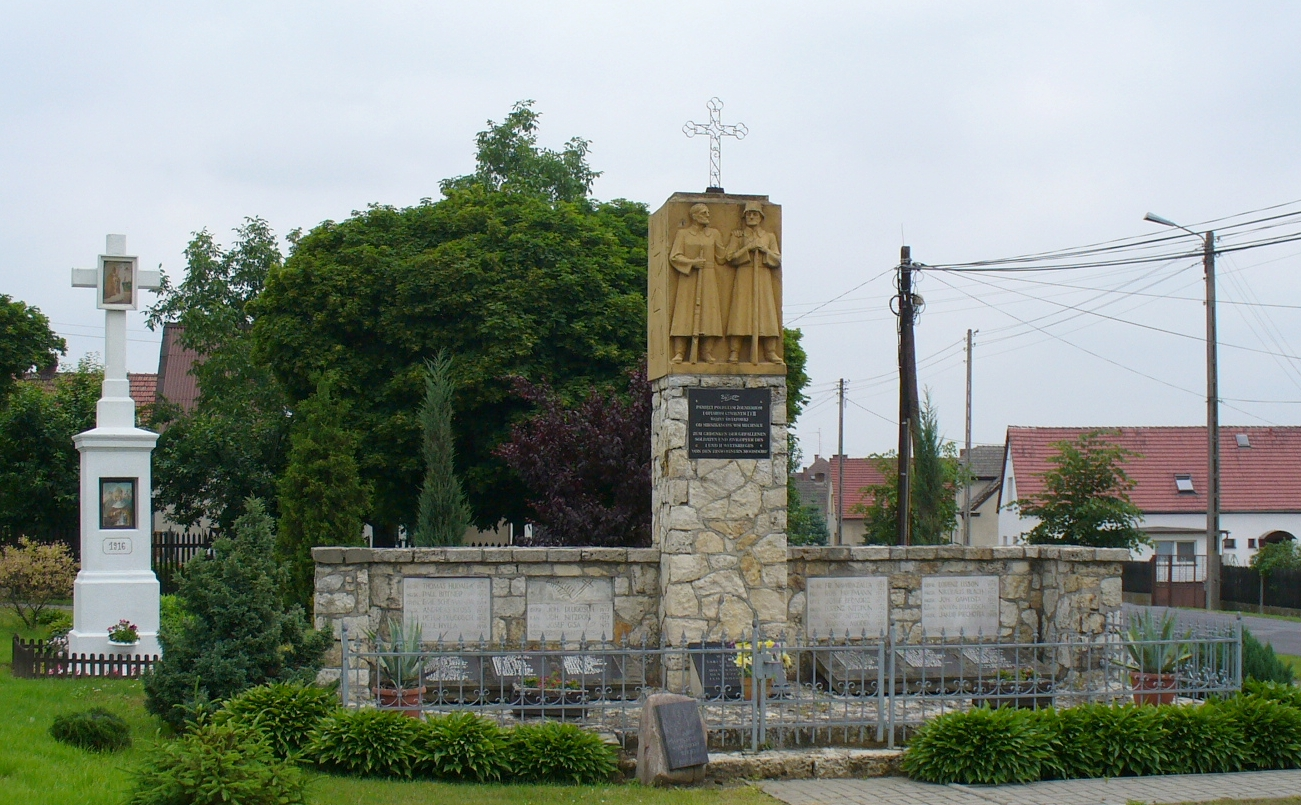
Bezeichnend für das Oppelner Land und seine deutsche Minderheit: gepflegte deutsche Gefallenendenkmäler wie hier in Mechnice (Muchenitz)

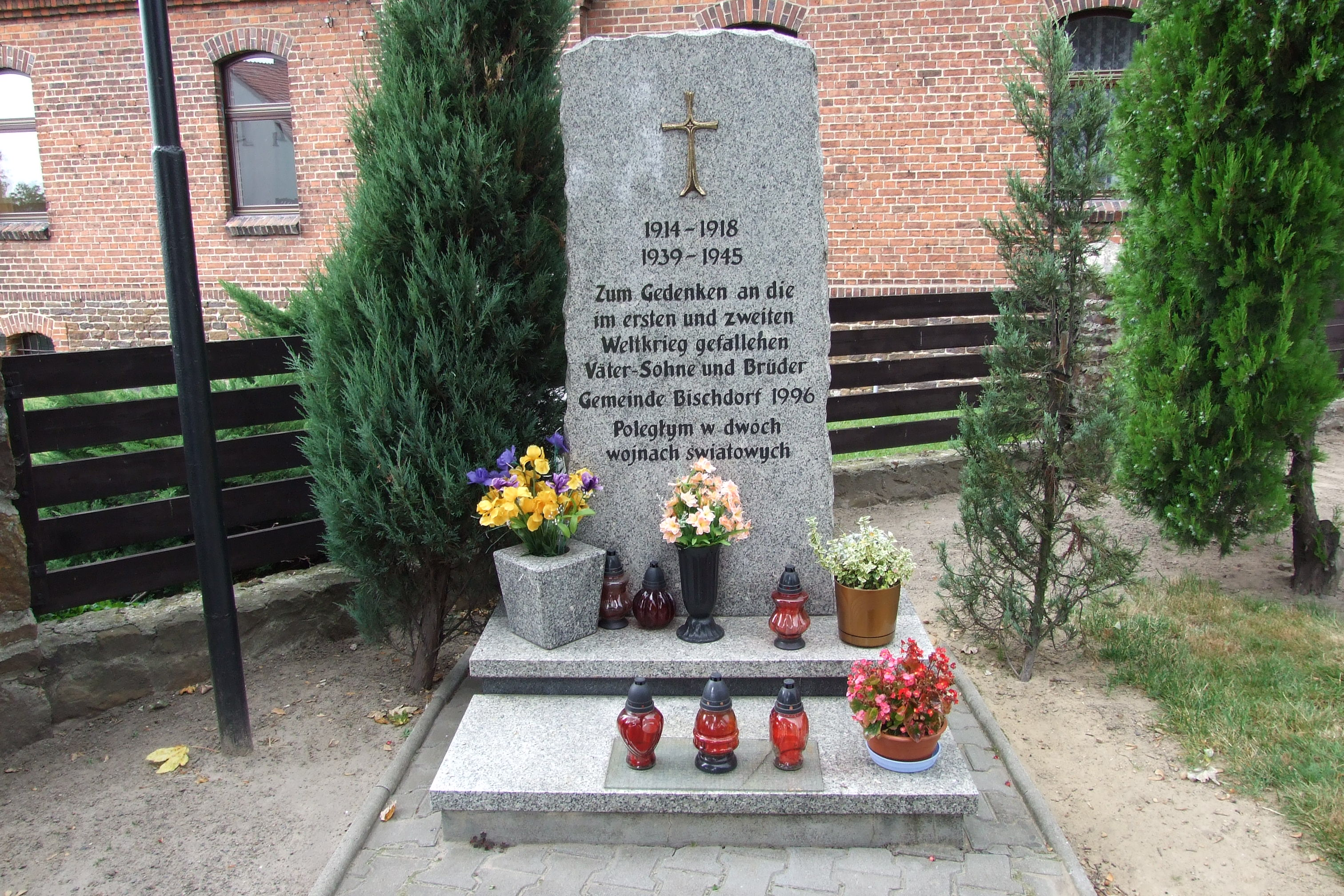
… in manchen Orten wurden diese nach der Wende neu errichtet, wie hier im Powiat Oleski

Auf der Teheran-Konferenz vom 28. November bis zum 1. Dezember 1943 entschieden die Regierungschefs der Hauptalliierten Roosevelt, Churchill und Stalin ohne Beteiligung polnischer Vertreter die „polnische Westverschiebung“ und die Zwangsumsiedlung der polnischen Bevölkerung aus dem bereits 1939 von der Sowjetunion annektierten Ostpolen. Als Ausgleich für die polnischen Gebietsverluste wurde die Besetzung deutscher Ostgebiete, die unter polnische Verwaltung gestellt werden sollten, vereinbart. Das führte zur Vertreibung der deutschen Bevölkerung aus den ostdeutschen Gebieten östlich der Oder-Neiße-Linie.
Als Vergeltung für die von Deutschen verübten Gräuel im Zweiten Weltkrieg waren Vertriebene und in Polen gebliebene Volks- und Reichsdeutsche vielfach Gewalttaten ausgesetzt. In ehemaligen Kriegsgefangenen- und Konzentrationslagern, wie in Łambinowice, Zgoda oder im NKWD-Lager Tost in Toszek wurden Zivilisten aufgrund ihrer deutschen Herkunft bzw. zwecks späterer Aussiedlung interniert. Misshandlungen an Lagerinsassen und die schlechten Haftbedingungen forderten zahlreiche Todesopfer.
Nachdem in den Jahren 1944 bis 1950 rund 8,5 Millionen Deutsche aus diesem Gebiet geflohen oder vertrieben worden waren, begann in den ehemaligen deutschen Ostgebieten eine großangelegte „Entdeutschung“ (polnisch odniemczanie), bei der versucht wurde, alle Hinweise auf die deutsche Vergangenheit zu tilgen. Deutschsprachige Inschriften auf Gebäuden, Friedhöfen oder Denkmälern wurden unkenntlich gemacht, deutsche (Familien-)Namen polonisiert und der Gebrauch der deutschen Sprache in der Öffentlichkeit wurde verboten. Die verbliebenen Deutschen bewohnten hauptsächlich ländliche Gebiete in Oberschlesien und Hinterpommern sowie die nieder- und oberschlesischen Industriegebiete. Neben der Ansiedlung von polnischen Repatrianten und Neusiedlern durften alteingesessene Bewohner (Autochthone), vor allem Oberschlesier und Masuren, nach einer positiven „Verifizierung“ als polnische Staatsbürger bleiben. Auf diese Weise gab es ab 1951 nach verfälschten Angaben der polnischen Behörden keine Deutschen mehr in Polen und die tatsächliche deutsche Restbevölkerung wurde unterdrückt, was jedoch nach außen dementiert wurde.
Allein in Oberschlesien lebten nach dem Zweiten Weltkrieg noch mehr als 700.000 Deutsche, die damit die Hälfte der Bevölkerung ausmachten. In Niederschlesien (Woiwodschaft Breslau) lebten nach der Volkszählung 1950 noch 84.800 ehemalige Reichsbürger. Sie lebten vor allem im Steinkohlegebiet um Waldenburg, wo sie als Fachkräfte für die Industrie benötigt und daher zurückgehalten wurden. Da sie nach einer Übergangszeit das Land verlassen sollten, wurden hier deutsche Organisationen und deutschsprachiger Unterricht gestattet.
Im übrigen Polen war angesichts der erzwungenen Assimilation und der Diskriminierung Deutschstämmiger eine kulturelle Entwicklung der deutschen Minderheit unmöglich und deren langfristige Existenz gefährdet.
In den Jahren 1955 bis 1959 kam es erstmals zu einer Familienzusammenführung von den damals Geflohenen oder Vertriebenen und den in Polen verbliebenen Deutschen. Dabei wurden ca. 250.000 Deutsche nach West-Berlin und ca. 40.000 in die DDR umgesiedelt. Die Zahl der deutschsprachigen Bevölkerung betrug 1960 weniger als 50.000.
Weitere Deutsche verließen aufgrund einer erneuten Familienzusammenführung infolge des „Warschauer Vertrages“ von 1970 das Land. Nach polnischen Statistiken gab es Ende der 1970er Jahre ca. 500.000 bis 1 Million Aussiedlungswillige, die vor allem in den 1980er Jahren massenhaft ausreisten. In den Jahren zwischen 1950 und 1989 gelangten insgesamt rund 1,2 Mio. Personen aus Polen nach dem Bundesvertriebenengesetz als Aussiedler in die Bundesrepublik Deutschland.

### Rechtliche Anerkennung und Infrastruktur
Zu Beginn der 1950er Jahre wurden die in Polen lebenden Deutschen hauptsächlich als unverzichtbare Arbeitskräfte betrachtet, die gesetzliche Diskriminierung zunächst beendet und in den Oder-Neiße-Gebieten etwa 250.000 Deutsche als Minderheit anerkannt. Da ab 1955 durch Vermittlung des Roten Kreuzes eine Familienzusammenführung ermöglicht wurde, fand eine immer stärkere Abwanderung statt, die dem Kulturleben der deutschen Minderheit den Boden entzog:
Polen stellte 1960 seine Förderung der deutschen Kulturpolitik ein und bestritt bis 1989 als einziges Land im sowjetischen Herrschaftsbereich die Existenz einer deutschen Minderheit.
Durch das Verbot von deutscher Sprache und Kultur und die Diskriminierung Deutschstämmiger war alles Deutsche aus dem öffentlichen Leben verschwunden – viele Deutschstämmige der Nachkriegsgenerationen sprachen ihre deutsche Muttersprache nicht mehr als Erstsprache. Deshalb gestaltete sich der Wiederaufbau der öffentlichen Tätigkeit der deutschen Minderheit nach der Wende auch schwierig und wurde zu großen Teilen von Angehörigen der älteren Generation vollzogen.
Erst nach Abschluss des Deutsch-Polnischen Nachbarschaftsvertrages vom 17. Juni 1991 erhielt die deutsche Minderheit volle Rechte als nationale Minderheit nach KSZE-Standard sowie eine Vertretung im polnischen Parlament (Sejm).
Bei der Deutschen Minderheit in Polen handelt es sich mehrheitlich um alteingesessene, deutschstämmige Schlesier, die bei statistischen Erhebungen sich als Deutsche deklariert haben.
Gemäß dem polnischen Minderheitengesetz von 2005 können Gemeinden ab einem Minderheitenanteil von mindestens 20 % offiziell als zweisprachig anerkannt werden und Deutsch als sog. Hilfssprache einführen. Dabei werden die Ergebnisse der polnischen Volkszählung von 2002 herangezogen, wonach 28 Gemeinden diesen Anteil von Deutschen an der Gesamtbevölkerung erreichen: Biała/Zülz, Bierawa/Birawa, Chrząstowice/Chronstau, Cisek/Czissek, Dobrodzień/Guttentag, Dobrzeń Wielki/Groß Döbern, Głogówek/Oberglogau, Izbicko/Stubendorf, Jemielnica/Himmelwitz, Kolonowskie/Colonnowska, Komprachcice/Comprachtschütz, Krzanowice/Kranowitz, Lasowice Wielkie/Groß Lassowitz, Leśnica/Leschnitz, Łubniany/Lugnian, Murów/Murow, Olesno/Rosenberg O.S., Pawłowiczki/Pawlowitzke, Polska Cerekiew/Groß Neukirch, Popielów/Poppelau, Prószków/Proskau, Radłów/Radlau, Reńska Wieś/Reinschdorf, Strzeleczki/Klein Strehlitz, Tarnów Opolski/Tarnau, Turawa, Ujazd/Ujest, Walce/Walzen sowie Zębowice/Zembowitz. Bis auf Kranowitz, das der Woiwodschaft Schlesien angehört, liegen alle Gemeinden in der Woiwodschaft Oppeln.

## Rechtliche Grundlagen und Alltag

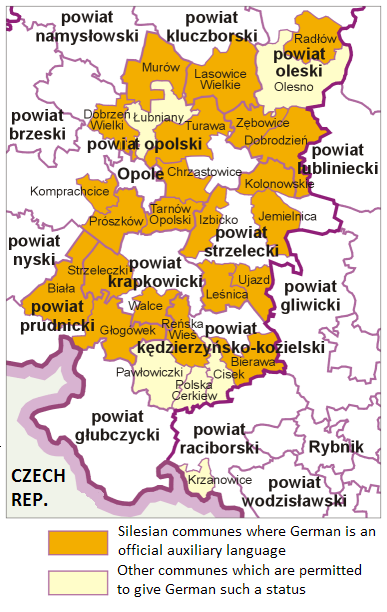
Schlesische Gemeinden mit Deutsch als zweite Amtssprache bzw. Gemeinden mit den Voraussetzungen hierfür

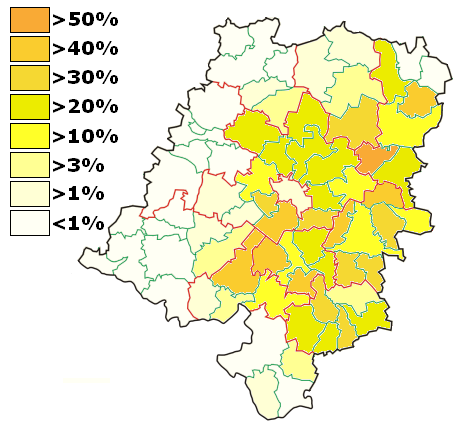
Ergebnisse des Wahlkomitees der Deutschen Minderheit in der Woiwodschaft Oppeln bei den Parlamentswahlen 2007

### Statistik

#### Volkszählung 1931
| Woiwodschaft oder Stadt   | Einwohnerzahl | Davon Deutsche | Prozentualer Anteil |
| ------------------------- | ------------- | -------------- | ------------------- |
| Posen                     | 1.860.030     | 186.693        | 10,0                |
| Posen Stadt               | 246.470       | 6.387          | 2,6                 |
| Pommerellen               | 1.080.138     | 105.400        | 9,8                 |
| Schlesien                 | 1.295.027     | 90.545         | 7,0                 |
| Łódź                      | 2.027.381     | 101.753        | 5,0                 |
| Łódź Stadt                | 604.629       | 53.562         | 8,9                 |
| Warschau                  | 2.529.228     | 73.592         | 2,9                 |
| Warschau Stadt            | 1.171.898     | 1.892          | 0,2                 |
| Wolhynien                 | 2.085.574     | 46.883         | 2,2                 |
| Stanisławów               | 1.480.285     | 16.737         | 1,1                 |
| Lemberg                   | 2.815.178     | 9.601          | 0,3                 |
| Lemberg Stadt             | 312.231       | 2.448          | 0,8                 |
| Lublin                    | 2.464.936     | 15.865         | 0,6                 |
| Białystok                 | 1.643.844     | 7.290          | 0,4                 |
| Krakau                    | 2.078.516     | 8.192          | 0,4                 |
| Krakau Stadt              | 219.286       | 740            | 0,3                 |
| Wilna                     | 1.080.868     | 796            | 0,1                 |
| Wilna Stadt               | 195.071       | 561            | 0,3                 |
| Kielce                    | 2.935.697     | 7.938          | 0,3                 |
| Tarnopol                  | 1.600.406     | 2.675          | 0,2                 |
| Polesien                  | 1.131.939     | 1.063          | 0,1                 |
| Nowogródek                | 1.057.147     | 379            | 0,0                 |
| Zweite Polnische Republik | 31.915.779    | 740.992        | 2,3                 |

#### Volkszählung 2002
Laut Volkszählung aus dem Jahre 2002 gaben 152.897 Einwohner Polens eine deutsche Volkszugehörigkeit an. Die meisten von ihnen leben in der oberschlesischen Woiwodschaft Oppeln, wo sie mit 106.855 Menschen 10,033 % der Bevölkerung ausmachen. In den übrigen Woiwodschaften liegt der Anteil der deutschen Bevölkerung zwischen 0,005 % und 0,672 %. Des Weiteren gaben 204.573 Menschen an, in ihrem Privatleben Deutsch zu sprechen, davon sind 100.767 polnischer, 91.934 deutscher und 11.872 anderer Nationalität.
| Woiwodschaft     | Einwohnerzahl | Davon Deutsche | Prozentualer Anteil |
| ---------------- | ------------- | -------------- | ------------------- |
| Oppeln           | 1.065.043     | 106.855        | 10,033              |
| Schlesien        | 4.742.874     | 031.882        | 00,672              |
| Ermland-Masuren  | 1.428.357     | 004.535        | 00,317              |
| Pommern          | 2.179.900     | 002.319        | 00,106              |
| Niederschlesien  | 2.907.212     | 002.158        | 00,074              |
| Westpommern      | 1.698.214     | 001.224        | 00,072              |
| Lebus            | 1.008.954     | 000.651        | 00,064              |
| Kujawien-Pommern | 2.069.321     | 000.717        | 00,034              |
| Großpolen        | 3.351.915     | 001.013        | 00,030              |
| Lodsch           | 2.612.890     | 000.325        | 00,012              |
| Masowien         | 5.124.018     | 000.574        | 00,011              |
| Kleinpolen       | 3.232.408     | 000.261        | 00,008              |
| Podlachien       | 1.208.606     | 000.085        | 00,007              |
| Karpatenvorland  | 2.103.837     | 000.116        | 00,006              |
| Heiligkreuz      | 1.297.477     | 000.070        | 00,005              |
| Lublin           | 2.199.054     | 000.112        | 00,005              |
| insgesamt        | 38.230.0800   | 152.897        | 00,381              |

#### Volkszählung 2011
Laut ersten Hochrechnungen gaben 45.000 Einwohner Polens eine ausschließlich deutsche Identität an. Eine deutsche Volkszugehörigkeit neben einer anderen, zumeist polnischen, gaben 103.000 Personen an. 97,6 % dieser Personen sind polnische Staatsbürger. 58,9 % leben auf dem Land, 41,1 % in Städten. 96.000 gaben an, zu Hause deutsch zu sprechen, von denen 33.000 nur eine polnische Identität angab. Fast ein Fünftel dieser Deutschsprachigen ist über 65 Jahre alt. Deutsch als Muttersprache gaben 58.000 Personen an, von denen etwa 68,5 % nur eine deutsche Identität angab. Die Stadt mit dem größten Anteil an Deutschen ist Zülz bei Prudnik (32,2 %).
Die Ergebnisse nach Woiwodschaften:
(Betrachtet werden Personen, die ausschließlich eine deutsche als auch zusammen mit einer anderen Volkszugehörigkeit angaben.)
| Woiwodschaft     | Einwohnerzahl | Davon Deutsche | Prozentualer Anteil |
| ---------------- | ------------- | -------------- | ------------------- |
| Oppeln           | 1.016.212     | 78.595         | 7,73                |
| Schlesien        | 4.630.366     | 35.187         | 0,76                |
| Ermland-Masuren  | 1.452.147     | 04.843         | 0,33                |
| Pommern          | 2.276.174     | 04.830         | 0,21                |
| Westpommern      | 1.722.885     | 03.535         | 0,21                |
| Lebus            | 1.022.843     | 01.846         | 0,18                |
| Niederschlesien  | 2.915.241     | 05.032         | 0,17                |
| Kujawien-Pommern | 2.097.635     | 02.507         | 0,12                |
| Großpolen        | 3.447.441     | 03.421         | 0,10                |
| Lodsch           | 2.538.677     | 01.489         | 0,06                |
| Masowien         | 5.268.660     | 02.937         | 0,06                |
| Kleinpolen       | 3.337.471     | 01.315         | 0,04                |
| Lublin           | 2.175.700     | 00.819         | 0,04                |
| Podlachien       | 1.202.365     | 00.438         | 0,04                |
| Heiligkreuz      | 1.280.721     | 00.430         | 0,03                |
| Karpatenvorland  | 2.127.286     | 00.590         | 0,03                |
| Polen            | 38.511.8240   | 147.8140       | 0,38                |

#### Volkszählung 2021
Bei der Volkszählung 2021 ergaben die Berechnungen eine Anzahl von insgesamt etwa 144.177 Personen, die sich zur deutschen Nationalität zählten. Dabei gaben 45.841 Deutsch als erste Nationalität an und 101.619 als zweite. 199.000 Personen gaben an, im Alltag deutsch zu sprechen, wovon 7700 Personen ausschließlich deutsch sprechen.
| Woiwodschaft     | Einwohnerzahl | Davon Deutsche | Prozentualer Anteil |
| ---------------- | ------------- | -------------- | ------------------- |
| Oppeln           | 954.133       | 59.911         | 6,28                |
| Schlesien        | 4.402.950     | 27.923         | 0,63                |
| Ermland-Masuren  | 1.382.232     | 4.717          | 0,34                |
| Pommern          | 2.332.928     | 7.055          | 0,3                 |
| Westpommern      | 1.657.716     | 5.222          | 0,32                |
| Lebus            | 991.213       | 3.478          | 0,35                |
| Niederschlesien  | 2.904.894     | 8.978          | 0,31                |
| Kujawien-Pommern | 2.027.261     | 3.939          | 0,19                |
| Großpolen        | 3.504.579     | 6.306          | 0,18                |
| Lodsch           | 2.410.286     | 2.378          | 0,1                 |
| Masowien         | 5.514.699     | 5.318          | 0,1                 |
| Kleinpolen       | 3.432.295     | 3.409          | 0,1                 |
| Lublin           | 2.052.340     | 1.737          | 0,08                |
| Podlachien       | 1.154.283     | 915            | 0,08                |
| Heiligkreuz      | 1.196.557     | 1.134          | 0,09                |
| Karpatenvorland  | 2.093.360     | 1.757          | 0,08                |
| Polen            | 38.036.118    | 144.177        | 0,38                |

### Verbreitung und Analyse
Die meisten Deutschen leben in Oberschlesien und Masuren. Außerhalb dieser Regionen überschreitet der Anteil der deutschen Minderheit an der Gesamtbevölkerung in keiner Gemeinde die 1-Prozent-Marke. Mit etwa 115.000 deutschen Einwohnern macht Oberschlesien den größten Teil der gut 150.000 Deutschen in Polen aus.
Während in Oberschlesien der Anteil der Deutschen in einigen Gemeinden bei über einem Fünftel liegt, gibt es in Masuren nur wenige Gemeinden, die mehr als 1 % deutsche Einwohner haben. Der höchste Anteil liegt dort in einer Gemeinde bei 7 %.
Deutsche leben heute vor allem in Gebieten, die früher Teil des Deutschen Reiches gewesen sind: Nach Oberschlesien und Masuren sind dies Pommern, Niederschlesien und Ostbrandenburg. In den ehemals preußischen Gebieten, die bereits nach dem Ersten Weltkrieg zu Polen kamen, leben noch einige Deutsche, davon die meisten (3421) in der Woiwodschaft Großpolen. Während es bis 1945 in diesen Gebieten eine starke deutsche Minderheit gab, ist ihr heutiger Anteil an der Gesamtbevölkerung nicht mehr bedeutend.

### Politische Bedeutung
Als politische Organisation einer nationalen Minderheit ist das Wahlkomitee der Deutschen Minderheit von der 5-Prozent-Hürde befreit und von 1991 bis 2023 durchgängig – zuletzt mit einem Abgeordneten – im polnischen Parlament vertreten.
Bei der letzten Kommunalwahl 2010 wurden 23 Bürgermeister und Gemeindevorsteher von der deutschen Liste gewählt. Außerdem verfügt die deutsche Minderheit in den Kreistagen von Groß Strehlitz, Oppeln und Rosenberg über die Mehrheit der Mandate. Im Sejmik der Woiwodschaft Oppeln ist sie mit 6 Sitzen zweitstärkste Kraft und seit 1998 an der Regierung beteiligt.

### Zweisprachige Gemeinden

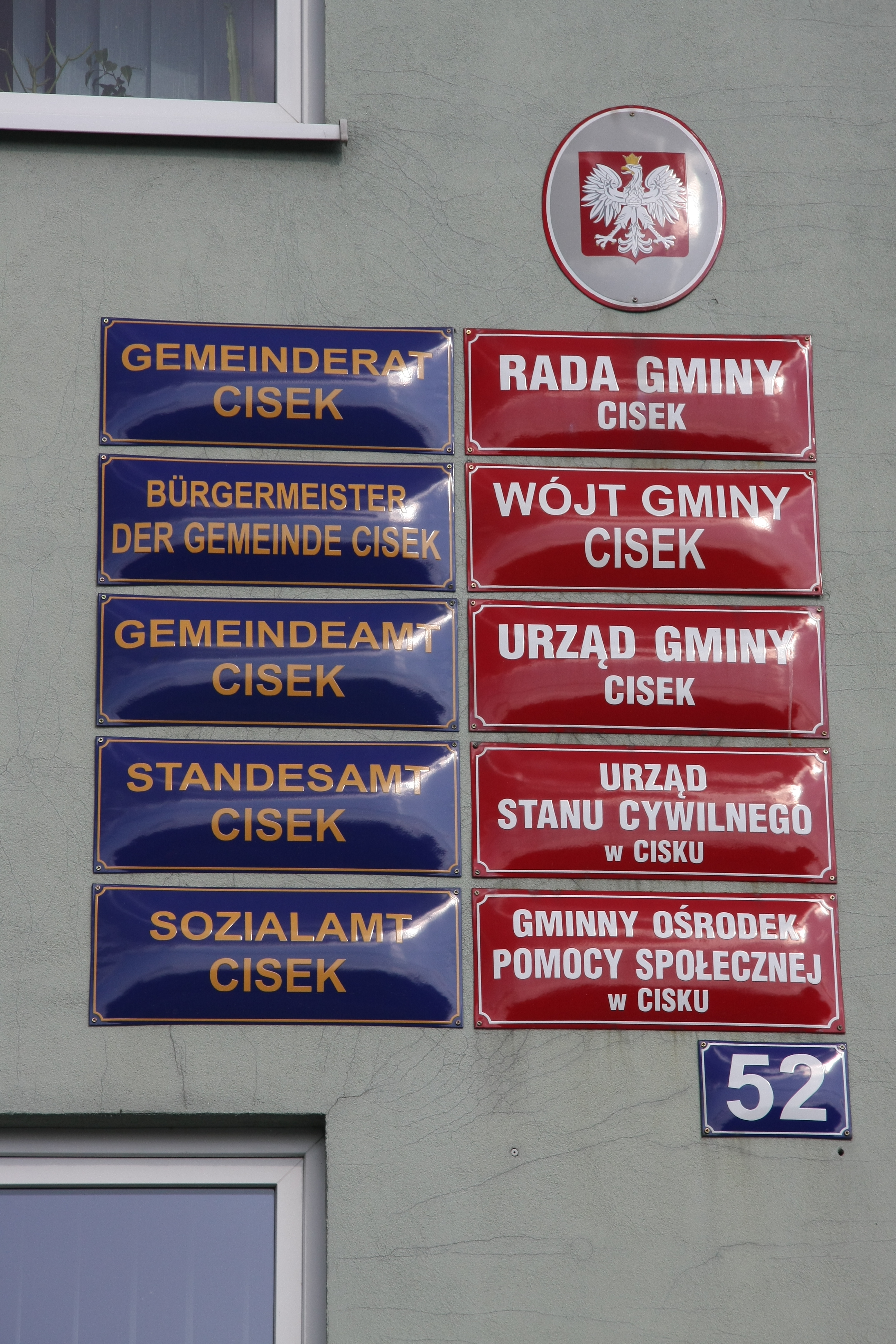
Zweisprachige Verwaltung in Cisek/Czissek

Offiziell zweisprachig sind seit 2006 die Gemeinden Biała/Zülz, Chrząstowice/Chronstau, Cisek/Czissek, Izbicko/Stubendorf, Jemielnica/Himmelwitz, Kolonowskie/Colonnowska, Lasowice Wielkie/Groß Lassowitz, Leśnica/Leschnitz, Prószków/Proskau, Radłów/Radlau, Reńska Wieś/Reinschdorf, Strzeleczki / Klein Strehlitz, Ujazd/Ujest und Walce/Walzen, seit 2007 Bierawa/Birawa, Tarnów Opolski/Tarnau und Zębowice/Zembowitz, seit 2008 Turawa. Seit dem 22. April 2009 sind die Gemeinden Murów/Murow, Dobrzeń Wielki/Groß Döbern und Głogówek/Oberglogau zweisprachig und seit dem 13. Mai 2009 die Gemeinde Dobrodzień/Guttentag.

### Zweisprachige Infrastruktur

#### Zweisprachige Ortsschilder

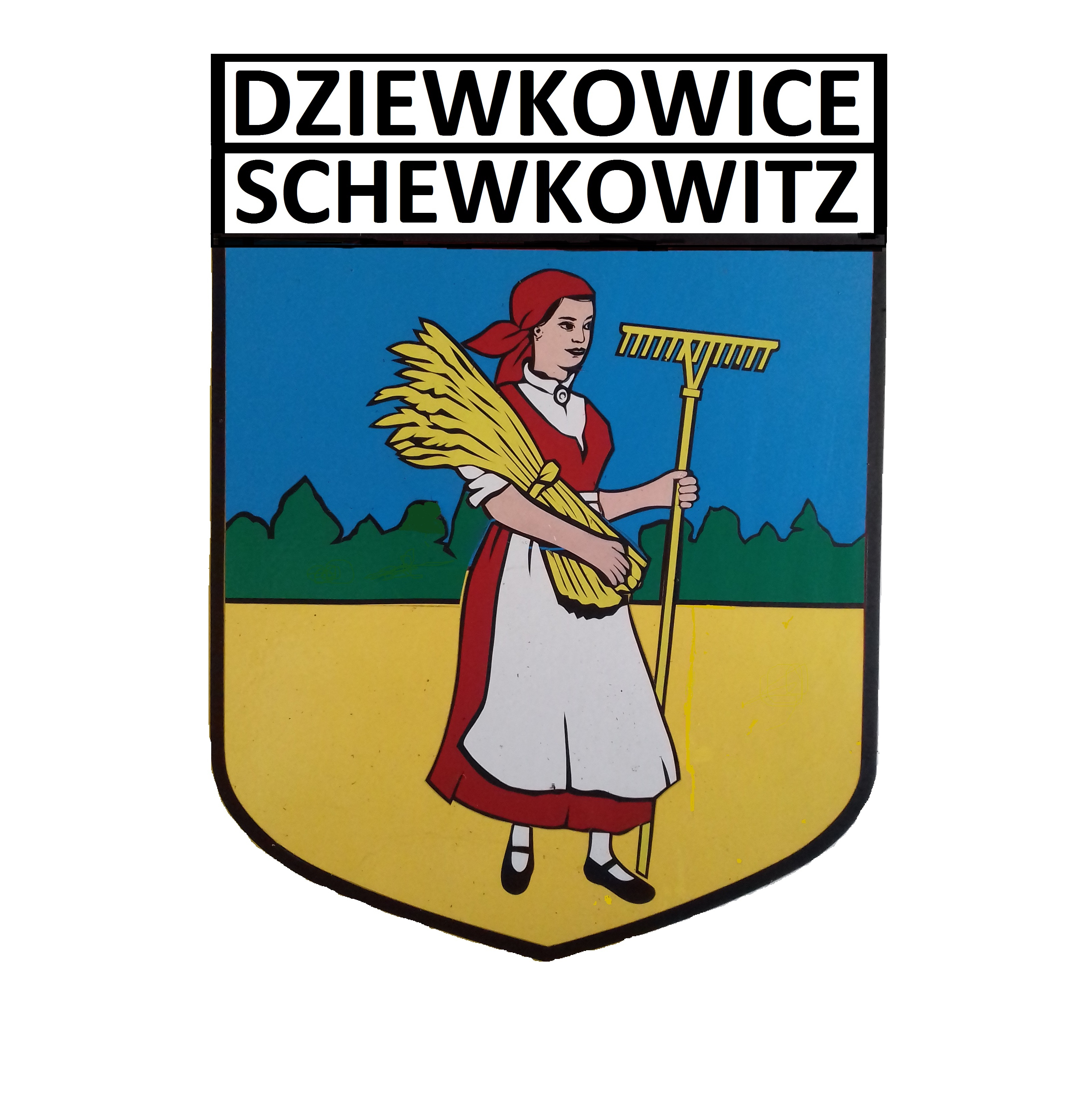
Zweisprachiges Wappen: Dziewkowice/Schewkowitz

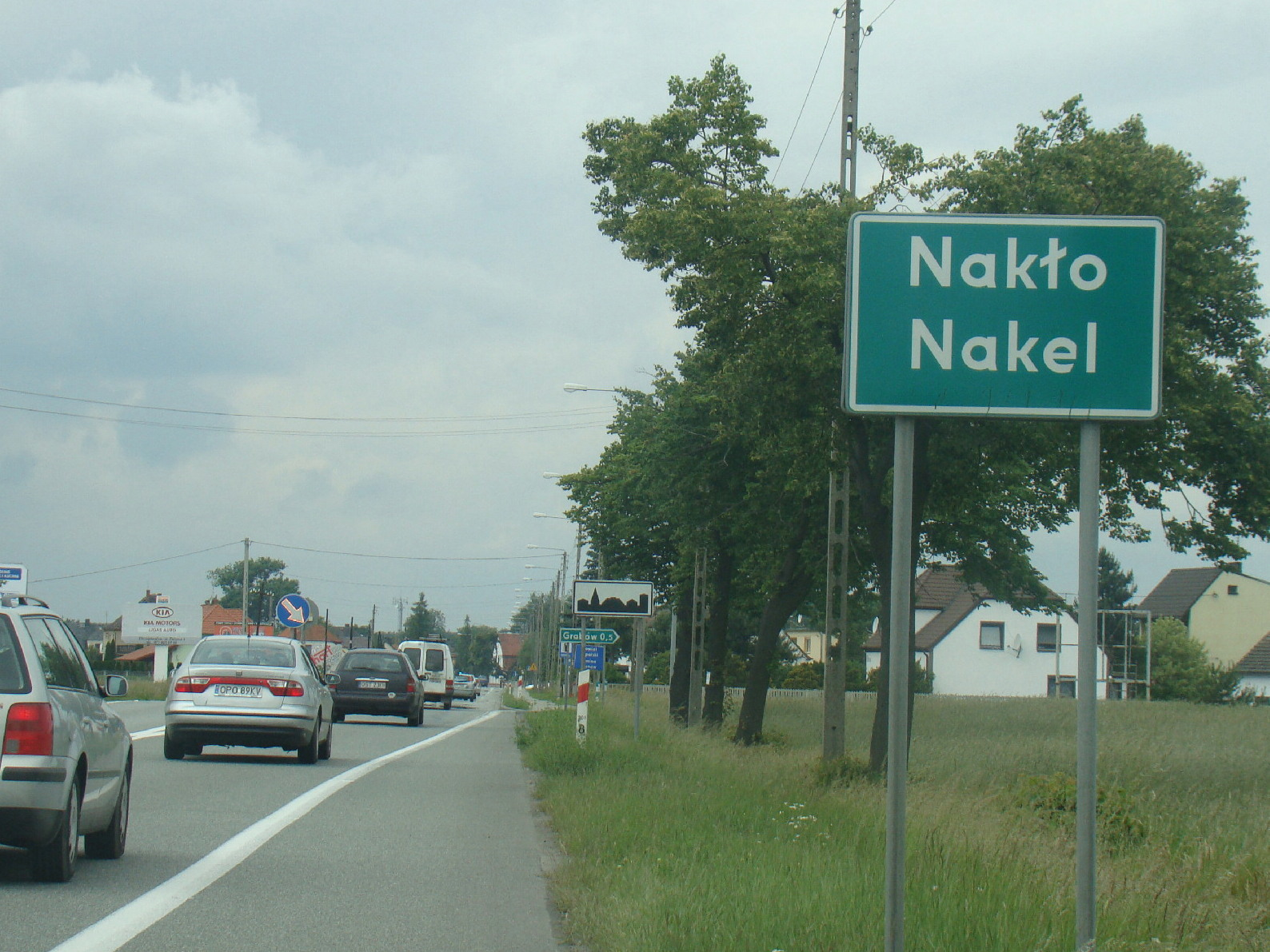
Polnisch-deutsches Ortsschild in Nakło/Nakel in Oberschlesien

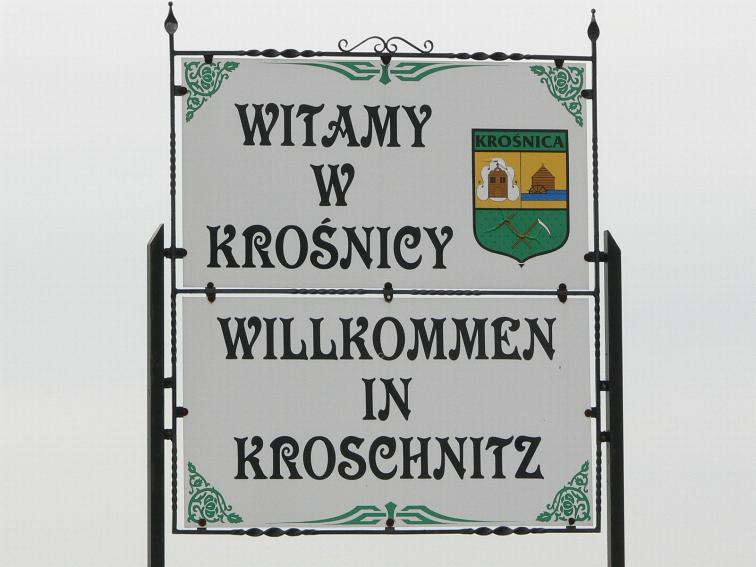
Zweisprachige Begrüßungstafel in Kroschnitz

Zweisprachige Ortsschilder dürfen in den genannten Gemeinden erst aufgestellt werden, wenn die deutschen Ortsbezeichnungen bzw. Straßennamen gemäß der Verordnung über zweisprachige Orts- und Lagebezeichnungen (Dwujęzyczne nazewnictwo geograficzne) offiziell genehmigt wurden. Dafür muss der Gemeinderat der Einführung der deutschen Bezeichnungen zustimmen und es müssen die Genehmigungen des Woiwoden sowie des polnischen Innenministeriums (MSWiA) vorliegen. Eine Befragung der Gemeindebevölkerung ist nur erforderlich, wenn der Anteil der Deutschen an der Bevölkerung unter einem Fünftel liegt; allerdings setzen auch Gemeinden mit mehr als 20 % meist auf freiwillige Umfragen.
Deutschsprachige Ortsschilder waren bereits seit 2005 erlaubt, allerdings wurden erst für das Jahr 2008 erstmals 250.000 Złoty für die Herstellung und Aufstellung von Schildern eingeplant.
In der Folge wurden im Herbst 2008 die ersten deutschsprachigen Ortsschilder aufgestellt: Am 4. September in Łubowice/Lubowitz, am 12. September folgte mit einer feierlichen Enthüllung die Gemeinde Radłów/Radlau und am 15. September die Gemeinde Cisek/Czissek.  In Chrząstowice/Chronstau wurden erstmals neben Ortsschildern auch Wegweiser mit deutschen Ortsnamen und 2009 an allen öffentlichen Gebäuden zweisprachige Informationstafeln installiert. Schließlich stellte Tarnów Opolski/Tarnau als erste Gemeinde Schilder ohne vorherige Befragung der Bevölkerung auf.
Zweisprachige Ortsschilder sind damit in den folgenden Gemeinden und Städten aufgestellt: Radlau, Czissek, Leschnitz, Tarnau, Chronstau, Stubendorf, Guttentag, Himmelwitz, Colonnowska, Kranowitz, Ujest, Zülz, Zembowitz, Klein Strehlitz, Comprachtschütz, Groß Döbern, Oberglogau sowie in Lubowitz, einem Ort der Gemeinde Rudnik.

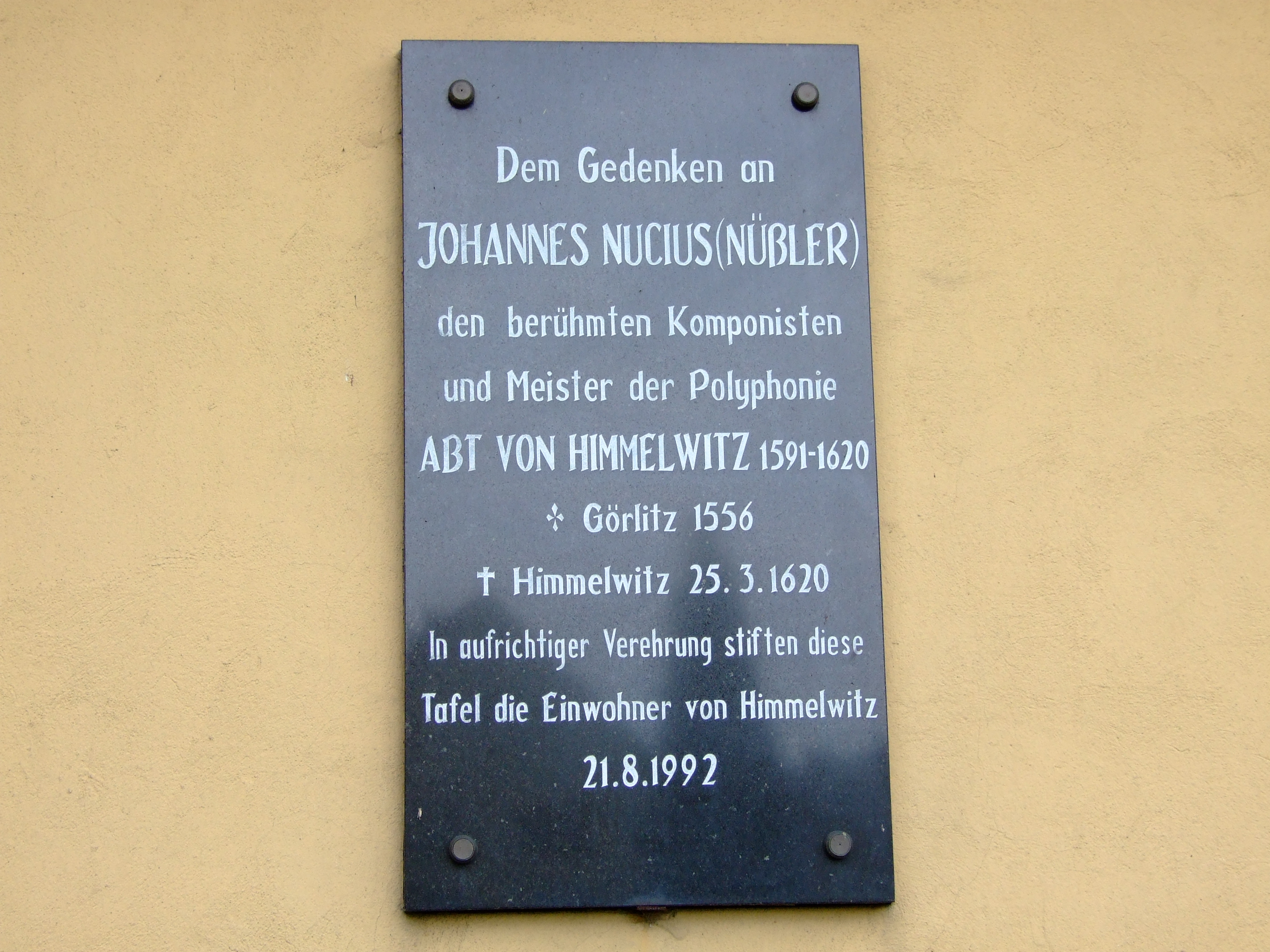
Deutschsprachige Gedenktafel für den Komponisten und Abt Johannes Nucius in Himmelwitz

Auch die zweisprachigen Ortsschilder sind wie die bisherigen in grün gehalten und weiß beschriftet. Unter dem polnischen Ortsnamen steht in gleicher Schriftgröße der deutsche Name.
In der Cisek/Czissek wurden unter den Ortsschildern separate deutschsprachige Schilder angebracht. Ob dies dem polnischen Minderheitengesetz entspricht, ist strittig. Zusätzliche Straßennamen in deutscher Sprache wurden bisher von keiner Gemeinde beantragt. Seit der politischen Wende 1989 gibt es häufiger privat finanzierte zweisprachige Begrüßungstafeln.

#### Weitere zweisprachige Beschriftungen
Auch einige öffentliche Einrichtungen haben zusätzliche Schilder in deutscher Sprache erhalten, beispielsweise Gemeindeverwaltungen und Schulen. Jedoch wurde dies nur vereinzelt und nicht in allen Gemeinden, die sich diese wünschten, umgesetzt.

#### Zweisprachige Bahnhofsschilder
Am 30. Oktober 2012 wurden die ersten zweisprachigen Schilder (polnisch/deutsch) an Bahnhöfen in Polen aufgestellt. Diese Schilder stehen entlang der Bahnstrecke Tschenstochau–Oppeln  in der Gemeinde Chronstau, Woiwodschaft Oppeln.
Folgende Bahnhöfe erhalten eine zusätzliche Bezeichnung in deutscher Sprache:
- Chrząstowice – Chronstau
- Dębska Kuźnia – Dembiohammer
- Suchy Bór – Derschau

### Kontroversen

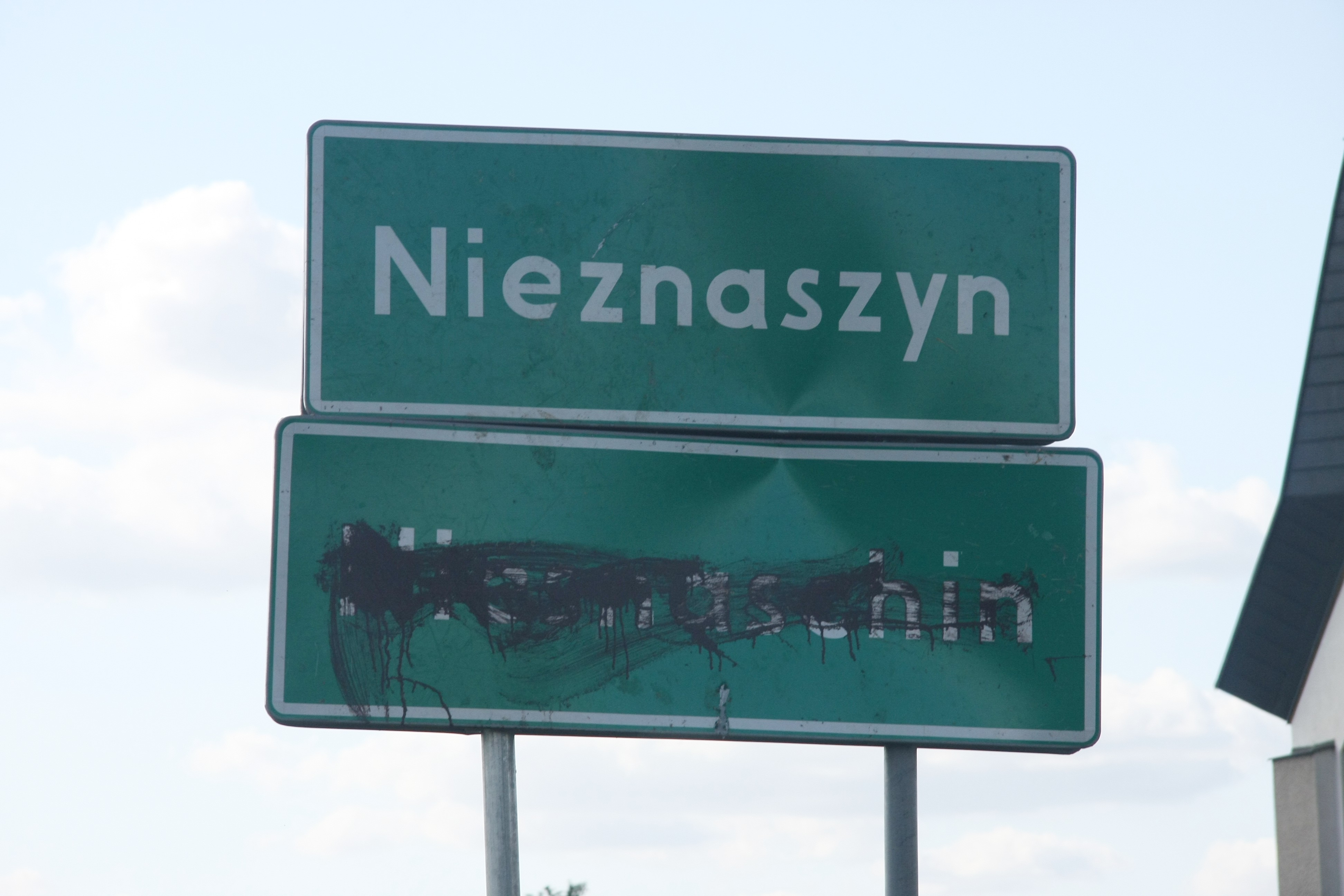
Vandalismus an Ortstafeln

In den 1945 an Polen gefallenen deutschen Ostgebieten versuchte die kommunistische Führung, schriftliche Zeugnisse der deutschen Geschichte durch die Entfernung von Inschriften oder Denkmälern zu tilgen. Im Oppelner Land bemühte sich die deutsche Minderheit, diese Aktionen zu begrenzen – in Lasowice Małe (Klein Lassowitz) beispielsweise wurde das örtliche Kriegerdenkmal vor den polnischen Behörden vergraben. Die erhaltenen deutschen Kriegerdenkmäler sind heute zu Kennzeichen des Oppelner Landes und seiner deutschen Minderheit geworden. Nach der Wende wurden bestehende Denkmäler wiederhergestellt bzw. durch Gedenksteine für die Opfer des Zweiten Weltkriegs ergänzt.
Umstritten sind auch Darstellungen des deutschen Militärs, wie Eiserne Kreuze, ein Symbol aus dem frühen 19. Jahrhundert oder Soldatenhelme auf den Denkmälern. Von manchen Politikern und Medien wurden diese Symbole mit dem Nationalsozialismus in Verbindung gebracht und gefordert, diese auch bei historischen Denkmälern zu entfernen. Vor allem für die nach 1990 errichteten Denkmäler, die an die Opfer des Zweiten Weltkriegs erinnern, wurde eine Regierungskommission einberufen, die die Kriegerdenkmäler im Oppelner Land erfasste und betroffene Gemeinden anwies, folgende Anpassungen durchzuführen: Grundsätzlich sollten historische Denkmäler durch polnische Informationstafeln ergänzt werden. War bei neuen Denkmälern das Eiserne Kreuz abgebildet oder waren die im Zweiten Weltkrieg gefallenen Ortsbürger als Gefallene bezeichnet worden, musste dies entfernt werden. An allen Denkmälern mussten 1933–45 eingeführte Ortsnamen unkenntlich gemacht werden, auch wenn der Ortsname zur Zeit der Erstellung des Denkmals amtlich war. Später wurden die bemängelten Denkmäler erneut inspiziert, um die Durchführung der verordneten Änderungen zu überprüfen.
Selbst durch führende polnische Tageszeitungen kommt es gelegentlich zu kontroversen Berichterstattungen über die deutsche Minderheit; so werden regelmäßig vermeintliche Skandale „aufgedeckt“ wie beispielsweise ein Vorfall in der Ortschaft Szczedrzyk/Sczedrzik in der Stadt- und Landgemeinde Ozimek/Malapane, wo nach einer Reinigung des 1934 errichteten Gefallenendenkmals der eigentlich verputzte Schriftzug des damals eingeführten Ortsnamens Hitlersee wieder zum Vorschein kam; hierfür wurde in den Medien die deutsche Minderheit verantwortlich gemacht.
Schließlich wurde 2005 die von örtlichen Vertretern der deutschen Minderheit vorgeschlagene Benennung der zweisprachigen Schule in Rosenberg/Olesno zu Ehren der schlesischen Nobelpreisträger nach öffentlichen Protesten aufgegeben. Stein des Anstoßes war der Nobelpreisträger Fritz Haber, dessen Forschungen auch der chemischen Kriegsführung im Ersten Weltkrieg gedient hatten. In den Medien erhielt er den Beinamen „Doktor Tod“.
Öffentliche Symbole der Zweisprachigkeit und der deutschen Minderheit sind in Polen bis heute umstritten. Die zweisprachigen Ortstafeln in den Gemeinden Radłów/Radlau, Cisek/Czissek und Tarnów Opolski/Tarnau wurden bereits kurz nach ihrer Aufstellung beschädigt, weitere beschädigte Schilder blieben nicht aus. In der Gemeinde Guttentag kam es 2010 sogar zum Diebstahl von drei Ortstafeln.
Gegner der Minderheitengesetze sahen sich 2004 in ihren Befürchtungen bestätigt, die Minderheit untergrabe die staatsrechtliche Souveränität Polens im Oppelner Land, als der Starost (Landrat) von Strzelce Opolskie / Groß Strehlitz – selbst Mitglied der Minderheit – das obligatorische polnische Staatswappen an seinem Amtsgebäude durch das Landkreiswappen und ein zweisprachiges Informationsschild ersetzte. In Polen wirkte dieses Vorgehen befremdlich, zumal das Entfernen staatlicher Hoheitszeichen von Amtsgebäuden eine Straftat darstellt und der Vorfall zu einer erregten Debatte im polnischen Parlament führte. Im föderalen Deutschland ist der Gebrauch staatlicher Hoheitszeichen eingeschränkter und auf Kreis- oder Gemeindeebene unüblich.
Auch innerhalb der deutschen Minderheit gibt es Kritik an der Verbandsausrichtung. Die Kritik vor allem jüngerer Mitglieder am autoritären Führungsstil Henryk Krolls mündete im April 2008 in einem Generationenwechsel an der Verbandsspitze. Der neue, damals 37-jährige Vorsitzende Norbert Rasch versprach den Delegierten Neuausrichtung, weniger Politisierung, dafür mehr Sprach- bzw. Kulturförderung in der Vereinsarbeit.

### Kritik von Vertretern der deutschen Minderheit
Bei einem Treffen mit den Delegierten des „Beratungskomitees des Europarates zur Rahmenkonvention zum Schutz nationaler Minderheiten“ am 4. Dezember 2008 bemängelte der Verband der deutschen sozial-kulturellen Gesellschaften in Polen (VdG) u. a. zu wenig Deutschunterricht an den Schulen, mangelnde Objektivität im Geschichtsunterricht, den erschwerten Zugang zu Massenmedien, ungünstige Sendezeiten von Minderheitensendungen im öffentlichen Fernsehen und Radio und das Fehlen von Minderheitensendungen außerhalb der Woiwodschaft Oppeln. Zudem wurden der eingeschränkte Gebrauch der deutschen Sprache in Behörden und Probleme beim Verwenden von deutschen Vor- und Nachnamen angesprochen. Kritisiert wurde auch die fehlende Möglichkeit, zweisprachige Namen außerhalb der kommunalen Ebene zu nutzen, beispielsweise auf Ebene der Landkreise und Woiwodschaften.

### Deutsche Staatsangehörigkeit
Bis 2005 haben etwa 288.000 Bürger in Polen, insbesondere in Oberschlesien und Masuren, die Bestätigung erhalten, von Geburt an die deutsche Staatsbürgerschaft zu besitzen.
Die deutsche Staatsbürgerschaft wird auf Antrag vom Bundesverwaltungsamt festgestellt.

### Bildung
Im Grenzgebiet zu Deutschland, beispielsweise in Stettin, und in den Hauptsiedlungsgebieten der deutschen Minderheit in dem Wojewodschaften Oppeln und Schlesien, gibt es Kindergärten mit Deutschunterricht. Doch handelt es sich dabei durchweg um Privatinitiativen. Auch in der Woiwodschaft Pommern gibt es 2022/23 49 Einrichtungen, an denen Deutsch als Minderheitensprache unterrichtet wird.
Im Ostteil der Wojewodschaft Oppeln, in dem die deutsche Minderheit die Mehrheit der Einwohner stellt, bieten die Schulen „muttersprachlichen Deutschunterricht“ an. In der Praxis bedeutet dies, dass die Schüler eine Stunde mehr Deutsch pro Woche haben, als es die Lehrpläne für die polnische Mehrheit vorsehen. In der Regel handelt es sich um drei, statt zwei Wochenstunden Deutsch, was von den Vertretern der Minderheit als völlig unzureichend kritisiert wird. Alle anderen Fächer werden dagegen auf Polnisch unterrichtet. Die gewählten Vertreter der Minderheit streben ein zweisprachiges Gymnasium in allen Landkreisen im Ostteil der Woiwodschaft Oppeln an.
Im Schuljahr 2022/23 gab es in der Woiwodschaft Oppeln 451 Einrichtungen mit muttersprachlichem Deutschunterricht.
Im Jahr 2021 kürzte der Bildungsminister der PiS-Regierung Przemysław Czarnek die Mittel für den muttersprachlichen Deutschunterricht um ca. 15 Prozent. Zur Begründung führte Czarnek an, dass die Bundesregierung den in der Bundesrepublik Deutschland lebenden Polen nicht den Minderheitenstatus zuerkenne. Da es sich jedoch nicht um eine angestammte Ethnie, sondern um eingewanderte Personen handelt, erfüllen diese nicht die Merkmale einer nationalen Minderheit. Ende 2023 wurde die Maßnahme von der neuen Bildungsministerin Barbara Nowacka im Kabinett Tusk III wieder zurückgenommen.

## Organisationen der deutschen Minderheit

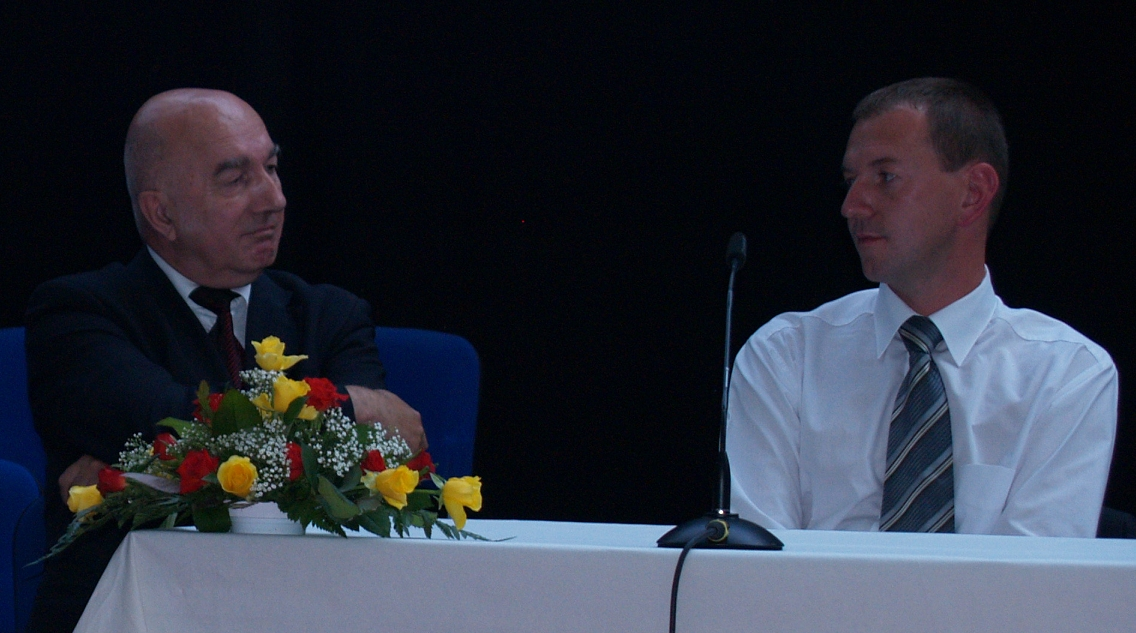
Henryk Kroll und Norbert Rasch, Repräsentanten der deutschen Minderheit

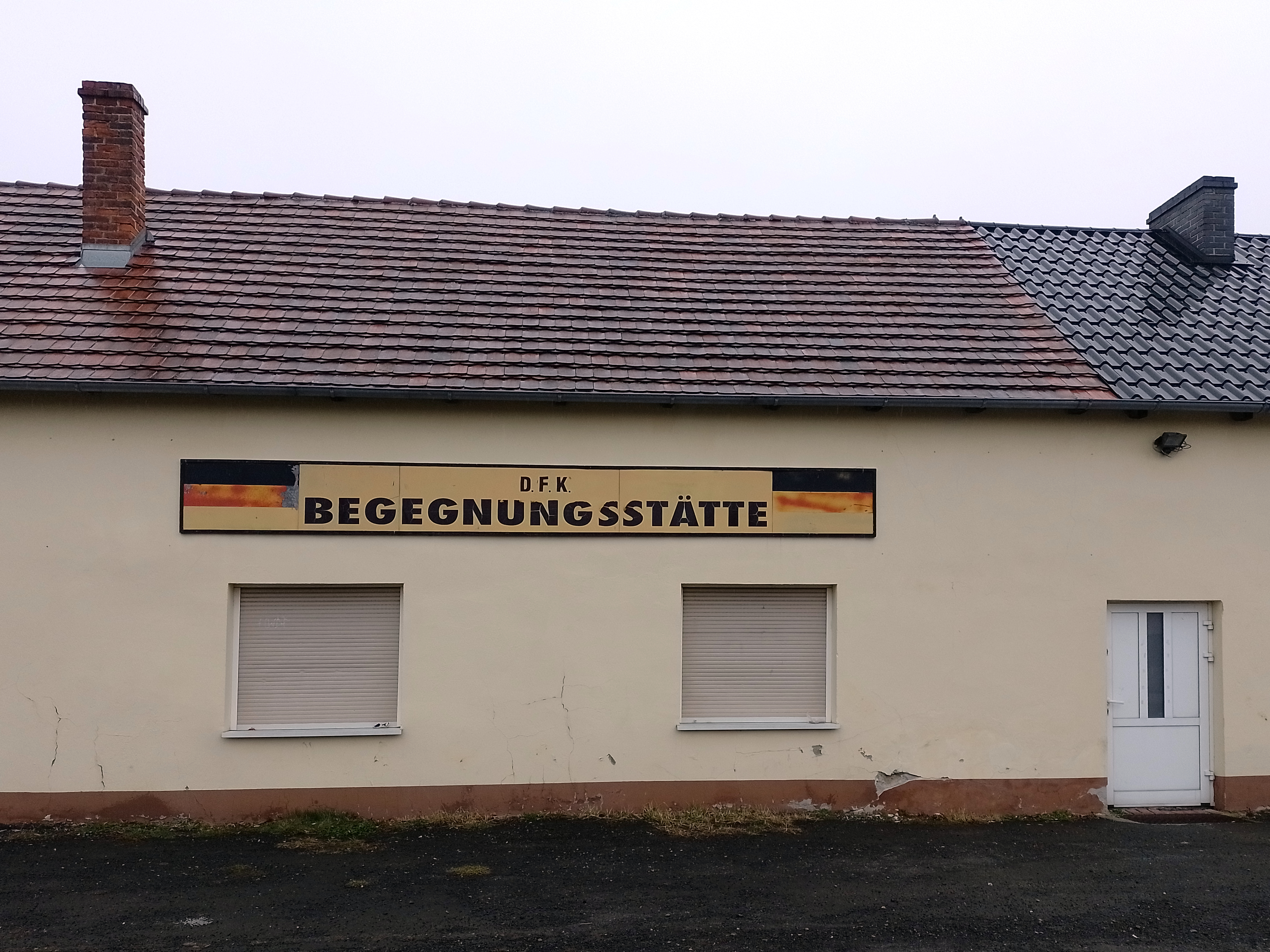
Begegnungsstätte der Deutschen Freundschaftskreis in Tarnau

Die deutsche Minderheit in Polen ist in mehreren Verbänden, Vereinen und anderen Zusammenschlüssen organisiert, von denen die größte und bedeutendste die Sozial-Kulturelle Gesellschaft der Deutschen im Oppelner Schlesien mit Hauptsitz in Oppeln ist. Regionale Gesellschaften bestehen in Allenstein, Breslau, Bromberg, Danzig, Elbing, Hirschberg im Riesengebirge, Liegnitz, Lodsch, Oppeln, Posen, Schneidemühl, Stettin, Stolp, Thorn und Waldenburg sowie im Bezirk Schlesien (Deutscher Freundschaftskreis im Bezirk Schlesien). Der Bezirk Schlesien gliedert sich in die Kreisverbände Beuthen O.S., Gleiwitz, Hindenburg O.S., Kattowitz, Loslau, Orzesche, Ratibor, Rybnik, Tichau und Teschen. Die Sozial-Kulturelle Gesellschaft in Oppeln verfügt in allen Landkreisen der Woiwodschaft Oppeln über Kreisverbände; insgesamt sind dies elf Kreisverbände.
Die Dachorganisation der meisten deutschen Vereine ist der Verband der deutschen sozial-kulturellen Gesellschaften in Polen (VdG).
Jugendliche organisieren sich im Bund der Jugend der Deutschen Minderheit (BJDM).
Trotz starker finanzieller Unterstützung aus Deutschland (seit 1990 hatte Berlin 150 Millionen Euro zur Verfügung gestellt) ging die Mitgliederzahl von rund 170.000 im Jahr 1991 auf rund 45.000 im Jahr 2008 zurück.
Eine weitere bedeutende Organisation ist die Deutsche Gemeinschaft Versöhnung und Zukunft mit Sitz in Kattowitz, die nach eigenen Angaben (2002) 11.112 beitragszahlende Mitglieder hat und von der deutschen Bundesregierung finanziell nicht unterstützt wird.
Beide Organisationen weichen in Zielen und Grundsätzen teils wesentlich voneinander ab; so ist die Deutsche Gemeinschaft Versöhnung und Zukunft beispielsweise auch für nichtdeutsche Mitglieder offen (etwa 4,2 %), während die Sozial-Kulturelle Gesellschaft ausschließlich deutschstämmige Mitglieder aufnimmt.
Bei den Regional- und Zentralwahlen in Polen wird die deutsche Minderheit durch das Wahlkomitee Deutsche Minderheit vertreten, das bei der Parlamentswahl 2019 32.094 Stimmen (0,2 %) erhielt und – da es für die deutsche Minderheit keine 5-Prozent-Hürde gibt – seither einen Abgeordneten (derzeit Ryszard Galla) in das polnische Parlament (Sejm) entsendet.

## Institutionen
- Haus der Deutsch-Polnischen Zusammenarbeit in Gleiwitz und Oppeln
- Stiftung Oberschlesisches Eichendorff-Kultur- und Begegnungszentrum in Lubowitz
- Wirtschaftskammer Schlesien
- Schlesischer Selbstverwaltungsverband
- Deutsche Bildungsgesellschaft
- Schlesischer Bund der Gemeinden und Kreise
- Stiftung für Entwicklung Schlesiens und Förderung lokaler Initiativen
- Verband Schlesischer Bauern

## Kulturelles
Zu den jährlichen Veranstaltungen der deutschen Minderheit, des VDGs oder anderer Institutionen gehören u. a. der Weihnachtsmarkt und die Deutsche Filmwoche in mehreren polnischen Städten.

## Aktuelles
2015 kam es vor der Parlamentswahl in Polen zu vereinzelten Übergriffen auf die deutsche Minderheit in Schlesien durch polnische Nationalisten. In Krapkowice (deutsch Krappitz) in der Woiwodschaft Opole kam es zur Störung einer Veranstaltung der deutschen Minderheit durch PiS-Politiker, da dort deutsche Lieder gesungen wurden, zudem demonstrierten die Politiker gegen die zweisprachigen Ortsschilder. Der deutsche Minderheitenverband hält diese Aktion für strafbar. Jährlich wandern etwa 8000–9000 Personen aus Deutschland nach Polen aus. Polen steht dabei auf der Auswanderliste der Deutschen auf Platz 5.

## Medien der deutschen Minderheit

### Radio
Der erste Versuch, Ende der 1990er Jahre einen Radiosender für die deutsche Minderheit zu etablieren, scheiterte daran, dass der Sender keine Lizenz erhielt. Seit 2006 gibt es ein deutsch-polnisches Internetradio mit dem Namen Mittendrin. Derzeit arbeitet die deutsche Minderheit aus der Woiwodschaft Oppeln an einem neuen Radiosender. Geplant ist der Name „Radio HERZ“. Hierzu wurde bereits ein Gebäude auf der Pascheke in Oppeln bezogen. Die Beteiligten wollten sich noch 2011 um eine Frequenz bewerben und 2012 starten.
Sendungen:
- Schlesien Aktuell auf Radio Opole
- Nasz Heimat auf Radio Opole
- Präsent auf Radio Katowice
- Die deutsche Stimme auf Radio Vanessa
- Mittendrin auf Radio Vanessa
- Presseschau auf Radio Plus
- Unikum auf Radio Plus
- Kaffeeklatsch auf Radio Park
- Allensteiner Welle auf Radio Olsztyn
- Treffpunkt Gdańsk auf Radio Gdańsk

### Fernsehen
Eine regelmäßige Fernsehsendung der deutschen Minderheit ist seit 1992 das wöchentliche 15-minütige Magazin Schlesien Journal, das auf den Fernsehsendern TVP Opole und TVP Katowice gesendet wird. Schlesien Journal verfügte auch über eine Jugendsendung namens Schlesien Journal Jung. Die Sendung Schlesien Journal wurde auch auf TVS ausgestrahlt und war somit über mehrere Monate über Satellit Eutelsat Hotbird 13° Ost europaweit zu sehen. Diese Ausstrahlung wurde jedoch auf Grund einer Verlagerung zu einer IP-TV-Ausstrahlung eingestellt.

### Zeitungen und Zeitschriften
Die größte Zeitung der deutschen Minderheit ist das wöchentlich erscheinende Schlesische Wochenblatt, im Januar 2011 umbenannt in Wochenblatt; die Zeitungen werden von Pro Futura herausgegeben. Das Schlesische Wochenblatt brachte auch das Jugendmagazin Vitamin de heraus.